# سيسيميوت
سيسيميوت (بالجرينلاندية: Sisimiut)، مدينة تقع في غرب وسط جرينلاند. على الساحل الشرقي لمضيق دافيس، على بعد حوالي 320 كم من شمال العاصمة نوك. يعني اسم «سيسيميوت» «المستعمرة القريبة من أرض بها ثعالب». عندما تأسست المدينة أطلق عليها الدنماركيون اسم هولستنيسبورج (بالدنماركية: Holsteinsborg) كما تعتبر المركز الإداري لبلدية كيكاتا، وثاني أكبر مدينة في جرينلاند، قُدٌر عدد سكانها بـ 5571 نسمة بحسب إحصائيات عام 2012. ينتمي سكانها الأصليين إلى شعب الإسكيمو صاحب ثقافة ساكاك وثقافة دورست وثقافة ثول. عاش شعب الإسكيمو في الموقع الحالي للمدينة خلال الـ4500 سنة الماضية، لذلك يعتبر أغلبية سكان المنطقة الحاليين من أحفاد شعب الإسكيمو. وقد تم العثور على العديد من القطع الأثرية في هذه المنطقة والتي تعكس وفرة الحياة البرية وخاصة الثدييات البحرية في هذا العصر. يظهر مزيج من السكان الأوربيين الدانماركيين والإسكيمو بوضوح في سيسيميوت. وقد تأسست بإعلان رسمي للمرة الأولى عام 1720 تحت قيادة المُبشِّر الدانماركي هانز أجد.
تعتبر سيسيميوت أكبر مركز للأعمال الواقعة شمال العاصمة نوك، ونتيجة لذلك فإن معدلات النمو السكاني عالية بالمقارنة بالعديد من المستوطنات الجرينلاندية. الصيد هو الحرفة الاقتصادية الرئيسية بالمدينة؛ على الرغم من امتلاكها صناعة وتجارة نامية كشركة جرينلاند للتجارة التي تمتلكها الحكومة والتي تتخذ من سيسيميوت مقراً لها. كما يوجد عدد من المدارس العامة والمهنية بالمدينة بالإضافة إلى مركز تاثراليك الثقافي، والذي يُعد المركز الثقافي الثاني الوطني بعد مركز كاتواك الثقافي في العاصمة نوك. كما يوجد ناد رياضي في سيسيميوت باسم سيوموت آميردلوك كونوك، ويختض هذا النادي بلعبتيّ كرة القدم وكرة اليد.
تمتلك سيسيميوت خط بحري للنقل خاص بها، ويمتد إلى أقصى شمال جزيرة جرينلاند، ويميزه أنه خالياً من الجليد على مدار العام، لذلك تُعد سيسيميوت قاعدة للأنشطة البحرية في غرب البلاد بصفة عامة. كما يوجد مطار باسم مطار سيسيميوت ليخدم المدينة؛ وتديره شركة طيران جرينلاند.

## تاريخ

### عصور ما قبل التاريخ

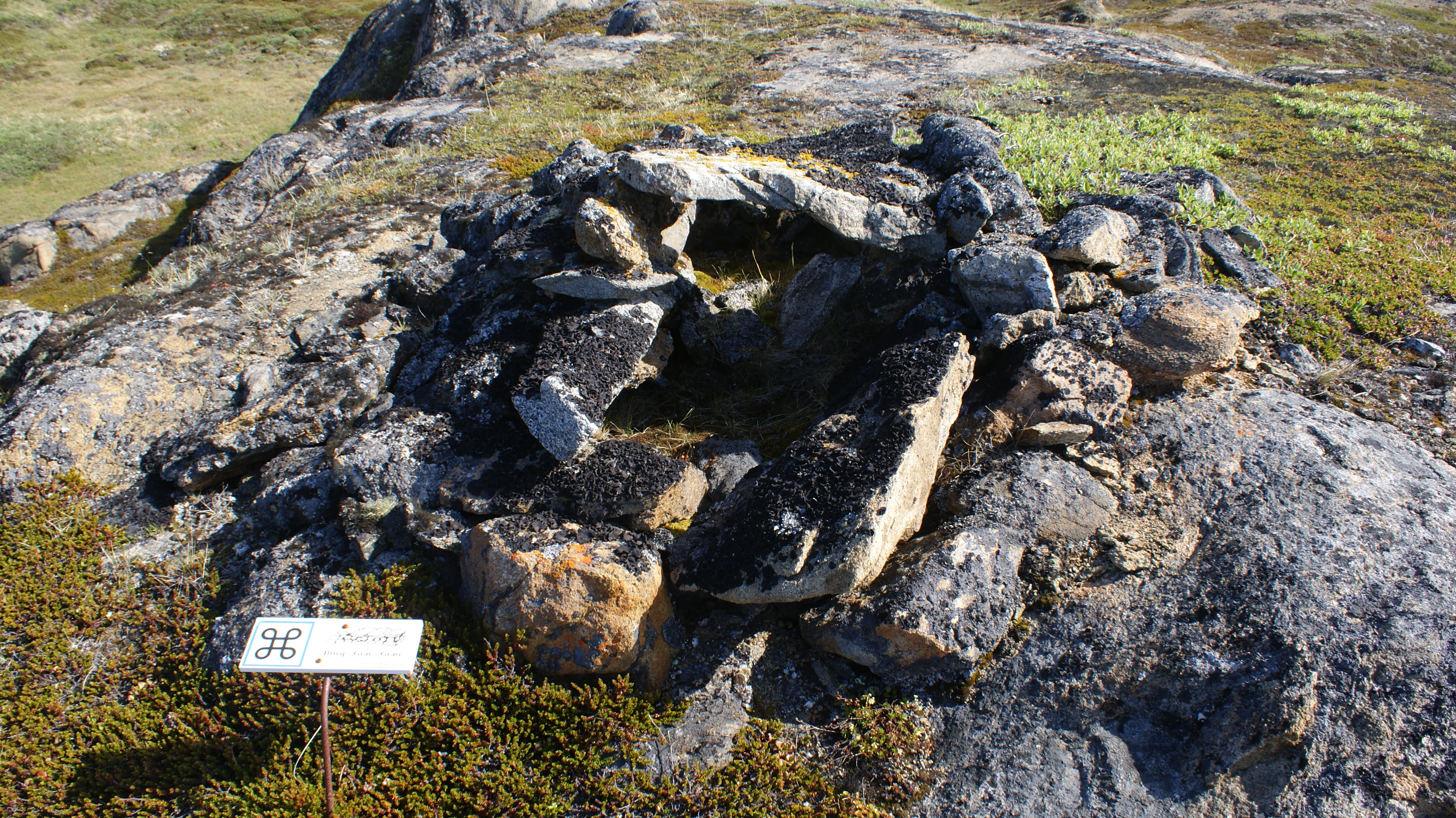
مقبرة لليفك، عثر عليها بالقرب من مطار سيسيميوت.

نجد آثار لسكن في سيسيميوت والمناطق المحيطة بها، التي يعود تاريخها إلى حوالي 4500 سنة، من قبل جماعة من الناس ينتمون إلى ثقافة الساكاك (بالجرينلاندية: Saqqaq) أتوا إلى تلك المنطقة من القطب الشمالي الكندي خلال الموجة الأولى من الهجرة، وقاموا باحتلال العديد من المواقع على الساحل الغربي لجرينلاند. في ذلك الوقت، ارتفع مستوى الساحل عشرات الأمتار عن ما هو عليه حالياً، وبدأ يتناقص تدريجياً مع مرور الوقت نظراً لانتعاش ما بعد التجمد. ظل شعب الساكاك في غرب جرينلاند ما يقرب من ألفي عام. وعلى عكس الموجات الأخرى من الهجرة في الألفية اللاحقة، اختفى شعب الساكاك وخلّف من وراءه عدد كبير من الكائنات والإكتشافات الأثرية الهامة على ساحل مضيق دافيس تمتد من خليج ديسكو في الشمال إلى ساحل بحر لبرادور بالقرب من نوك في الجنوب.
وقد كشفت البحوث الأثرية على منطقة أسيميوت بالقرب من موقع المطار، مراحل تطور المعيشة، من خلال بناء المساكن لأسرة واحدة أو بناء قرى صغيرة تتألف من عدة عائلات. كان الناس يعيشون في خيام دائرية مصنوعة من جلود الثدييات، والمنازل كانت مبنية من الحجر، ولا يوجد أي علامة على وجود حياة مشتركة بين الكثير من المباني الكبيرة.
ومع ذلك، هناك دليل على أن صيد حيوان الرنة كان يتم بجهد منسق من قبل العديد من القرويين أو مجموعات من الأفراد، مع جمع الأماكن وأراضي الصيد القريبة التي وجدوها. وعلى الرغم من التقدم العلمي في مجال بحوث الحمض النووي على عينات من شعر أفراد ينتمون إلى شعب الساكاك؛ فإن أسباب اختفاء المهاجرين وثقافتهم ليست معروفة حتى الآن.

### شعب الدورست
بعد مئات السنين وكنتيجة للموجة الثانية من الهجرة من قبل السكن غير الدائمين، من كندا وصل شعب الدورست إلى غرب جرينلاند. وصل أول المهاجرين، من شعب الدورست حوالي عام 500 قبل الميلاد. وسكنوا المنطقة لمدة 700 سنة. ومن المؤكد أن شعب الدورست تم اللحاق بيه في وقت لاحق من قبل شعب الدورست الثاني، حتى لو لم يتم اكتشاف قطعة أثرية من تلك الحقبة من ضمن ما عثر عليه في سيسيميوت، تم العثور على عدد قليل من التحف التي تعود لشعب الدورست باستثناء الحراب والعديد من عظام الحيوانات. تم اكتشاف أكبر عدد من القطع الأثرية والتحف التي تعود لشعب الدورست في منطقة الشمال وتحديداً من خليج ديسكو، في حين كلما اتجهنا ناحية الجنوب، أصبح وجودهم أمراً نادراً وغير موجودة على ساحل بحر لبرادور وفي جنوب غرب البلاد.
| [[ملف:Sisimiut-old-church.jpg\|150px\|كنائس قديمة وجديدة متقابلة في وسط سيسيميوت: - يميناً: كنيسة بيت إيل؛ تأسست سنة 1775. - يساراً: الكنيسة الجديدة؛ تأسست سنة 1926. | alt=]] |  | [[ملف:Sisimiut-new-church.jpg\|150px\|كنائس قديمة وجديدة متقابلة في وسط سيسيميوت: - يميناً: كنيسة بيت إيل؛ تأسست سنة 1775. - يساراً: الكنيسة الجديدة؛ تأسست سنة 1926. | alt=]] |
| كنائس قديمة وجديدة متقابلة في وسط سيسيميوت: - يميناً: كنيسة بيت إيل؛ تأسست سنة 1775. - يساراً: الكنيسة الجديدة؛ تأسست سنة 1926.                                       |        |  | |        |

### شعب ثول
شعب ثول له أصول متحدرة من الإسكيمو، وصل شعب ثول هناك من ما يقارب الألف سنة مضت، في القرنين الثاني عشر والثالث عشر، وهم يشكلون غالبية السكان الحاليين. كان شعب الثول أكثر تقدماً من الناحية التقنيّة من الذين سبقوهم من شعب الدورست، على الرغم من أنه لا تزال حياتهم تعتمد على صيد الكفاف، بما في ذلك الصيد من الفظ بالرنة والفراء والأختام، الذي كان أساس اقتصادهم في ذلك الوقت.
في هذا العصر كان مستوى ارتفاع الشاطئ أعلى مما هو عليه الآن جزئياً تحت مستوى سطح البحر، خاصةً في وادي سيسيميوت وخليج كانجيرلوارسونجواك، ولا تزال العديد من بقاية الكائنات والمقابر التي يعود تاريخها إلى تلك الفترة متناثرة في جميع أنحاء المنطقة. وكانت المنطقة الساحلية من سيسيميوت إلى كانجايموت لها جاذبية خاصة للمهاجرين، وذلك بسبب وجود عدد كبير من القطع الأثرية التاريخية، ويعتبر الموقع حالياً مرشح كأحد مواقع التراث العالمي لليونسكو، حسب الطلب الذي قُدّم عام 2003.

### الحقبة الاستعمارية
لا توجد دلائل على وجود مستوطنات إسكندنافية في المنطقة، كما لا يوجد دلائل على بقاء صائدي الحيتان الهولندين لفترة طويلة في المنطقة. وظل هذا الأمر حتى أوائل القرن الثامن عشر عندما وصل عدد كبير من المستوطنين الأوروبيين. كان أول من وصل من الأوروبيين ليستقر في سيسيميوت من أصل دنماركي وهو المبشر الدنمركي هانز أجدي عام 1721، وأنشأ كنيسة في المنطقة. وبه ظهر أول مجتمع مستقر في منطقة صيد الحيتان الموجودة بنبيسات التي تبعد حوالى 30 كم شمال سيسيميوت. وفي عام 1764، تم نقل المجتمع إلى الموقع الحالي لمدينة سيسيميوت. استقر المستعمرين في العديد من القرى في المنطقة، وما تبقى من هذه القرى قريتان فقط، هما لتليك وسارفانجويت.
تأسست المدينة الحالية عام 1764 من قبل شركة التجارة العامة باسم هولستنيسبورج (بالدنماركية: Holsteinsborg)، والتي سميت على اسم أول رئيس لكلية البعثات الدنماركية في كوبنهاغن التي خطتت ووجهت العمل التبشيري في المستعمرة. أثناء تأسيسها، كان اسم منطقة كالالسيوت (بالجرينلاندية: Kalaallisut) قبل ذلك آمرلوك (بالجرينلاندية: Amerlok) بعد المضيق البحري. وقد أنشأ المستعمرين في المنطقة رسمياً عدة قرى، ويبقى فقط منهم اثنين هما: إيتيلك وسارفانجويت، وكانت المنطقة تحت إدارة قسم الإدارة التجارية الملكية، وكانت هولستنيسبورج مركزاً لتجارة جلود الرنة.
| |  |  |
| يميناً: احتفالات اليوم الوطني في 21 يونيو 2010، في الذكرى السنوية الأولى لتأسيس الحكم الذاتي عام 2009 بعد استفتاء عام 2008. يساراً: السكان يرتدون الأزياء الاحتفالية الوطنية، ويهنئ عمدة المدينة هيرمان بيرثيلسين أهالي البلدة شخصياً في الكنيسة في نفس اليوم. |  |  |

لا يزال هناك العديد من مباني القرن الثامن عشر في سيسيميوت، ، من بينها البيت القديم (بالجرينلاندية: Gammelhuset) منذ عام 1725، وكنيسة بيت إيل منذ عام 1775 (بالجرينلاندية: Kirken). والكنيسة الزرقاء  أقدم الكنائس الباقية حتى الآن في جرينلاند. تم نقل عدد المباني من الموقع السابق لمستوطنة آكيفيك، تم بناء الكنيسة الجديدة على قاعدة تمثال صخري عام 1926، وتم توسيعه عام 1984، والكنيسة لها بوابة فريدة من نوعها مصنوعة من عظم الفك الحوت. في عام 1801، أهلك وباء الجدري سكان المستوطنات الساحلية، على الرغم من أن النمو السكاني استمر بالزيادة بسرعة.

### منذ القرن العشرين حتى الآن
شهد القرن العشرين عهد جديد للتصنيع، وبدأ ذلك ببناء ميناء للشحن ومصنع لتجهيز الأسماك خاص بجرينلاند الملكية في عام 1924، وهو أول مصنع من نوعه في جرينلاند. ولا يزال الصيد البدائي يعمل به سكان سيسيميوت. وبشكل عام، أصبحت سيسيميوت بلدة رائدة في بلدة في تجهيز وتعليب الجمبري. حتى عام 2008، كانت سيسيميوت هي المركز الإداري لبلدية سيسيميوت، وذلك قبل اندماجها مع بلدية كيكاتا الجديدة في 1 يناير 2009، مع إبقاء سيسيميوت على مكانتها كمركز إداري لهذه البلدية الجديدة التي تتألف أيضاً من بلدية مانيستوك السابقة. وهناك مجلس بلدي للمدينة برئاسة هيرمان بيرثيلسين عمدة المدينة والعضو في حزب السيوموت، ويُعقد هذا المجلس في قاعة المدينة والذي يتكون من 13 عضواً منهم رئيس البلدية ونوابه وممثلين عن الأحزاب السياسية الأربعة الرئيسية في جرينلاند، وهم: حزب السيوموت وحزب مجتمع الشعب وحزب الديمقراطيون وحزب التضامن.

## جغرافيا

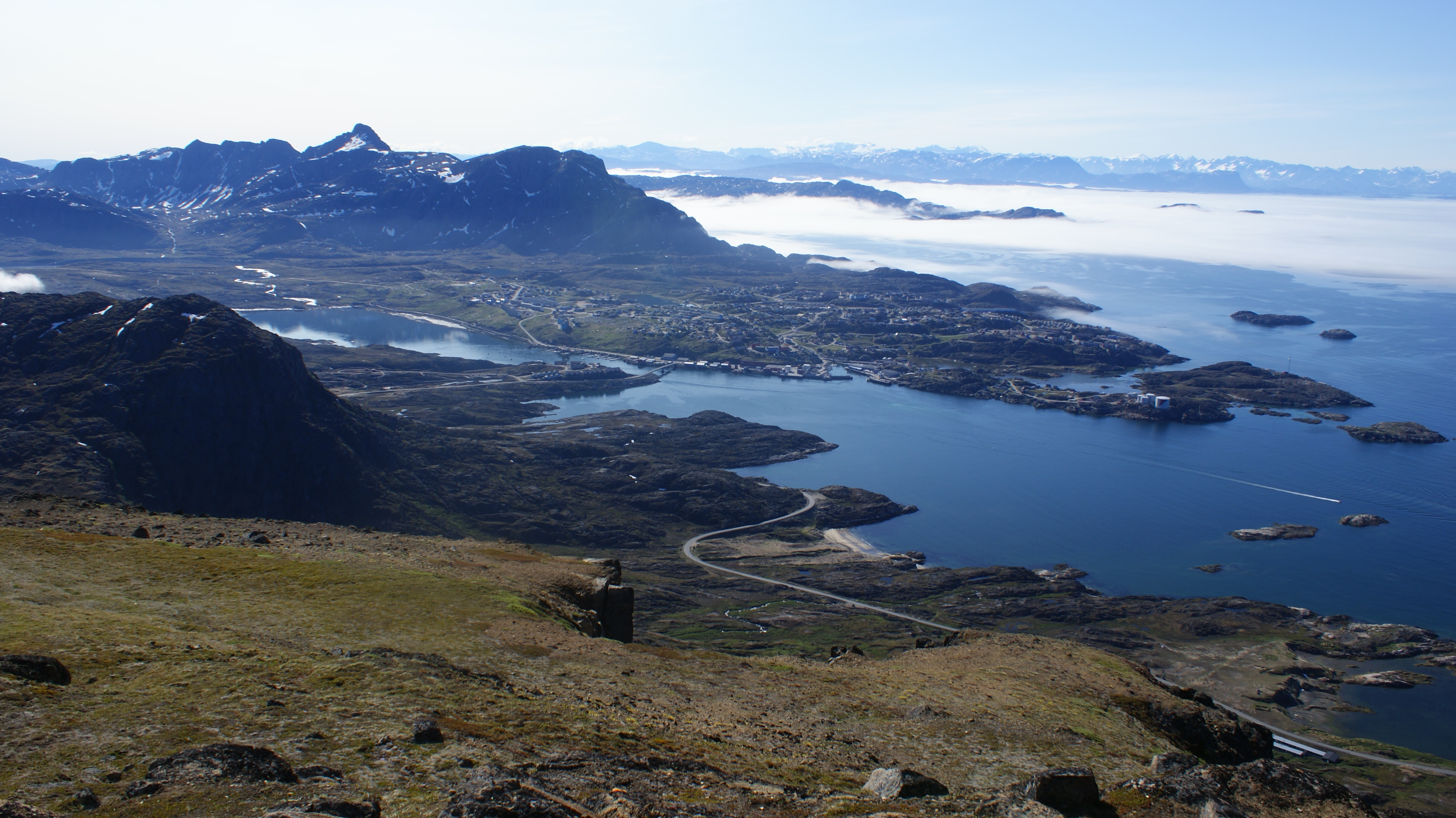
الطريق المؤدي إلى مطار سيسيميوت وسيسيميوت وخليج كانجيرلوارسونجواك وناساساك ومضيق آميرلوك. الصورة ملتقطة من جبل بالاسيب كاكا.

تقع سيسيميوت على بِعد حوالي 320 كم (200 ميل) شمال مدينة نوك، وعلى بعد 75 كم (47 ميل) شمال الدائرة القطبية الشمالية،  وتطل المدينة على السواحل الشرقية لمضيق دافيس، وهي مبنية على سلسلة من الجبال الصخرية في الطرف الغربي من شبه جزيرة، ويحدها من الشمال مضيق توليك كانجيرلوارسوك، ومن الجنوب مضيق آميرلوك .

### منطقة خليج كانجيرلوارسونجواك
يقع خليج كانجيرلوارسونجواك (بالجرينلاندية: Kangerluarsunnguaq، بالدنماركية: Ulkebugten) شمال سيسيميوت مباشرةً، وهو أحد المنافذ الصغيرة من مضيق دافيس. ويفصله عن المدينة جبل بالاسيب كاكا جهة الشمال، وعند الوقوف جهة سفحه الجنوبي يظهر مطار سيسيميوت بوضوح. والجبل ذو قمتين ويبلغ ارتفاعه 544 متر (1785 قدم) ، مما يوفر مشاهدة بانورامية واسعة في كل الاتجاهات للمدينة، بل ويظهر من فوقه معظم ساحل بلدية كيكاتا إذا كانت الأحوال الجوية جيدة.
الخليج يصلح للملاحة بشكل عام، ومنطقة الخليج محمية بسلسلة من الجزر الصخرية الصغيرة من جهة الغرب، مما أهّل ذلك لقيام ميناء للخدمة المحلية على الشاطئ الجنوبي للخليج. ويمر فوق الخليج جسر يربط بطريق المطار الذي يبلغ طوله 4.1 كيلومتر (13,000 قدم). وفي منتصف الطريق بين المدينة والمطار يوجد شاطئ صغير من الرمال السوداء. وبشكل عام يعتبر الشاطئ بجانب منطقة الجزر الصخرية الصغيرة الواقعة قبالة الساحل من المناطق ذات الشعبية الجماهيرية في فصل الصيف.

### ألانجورسواك

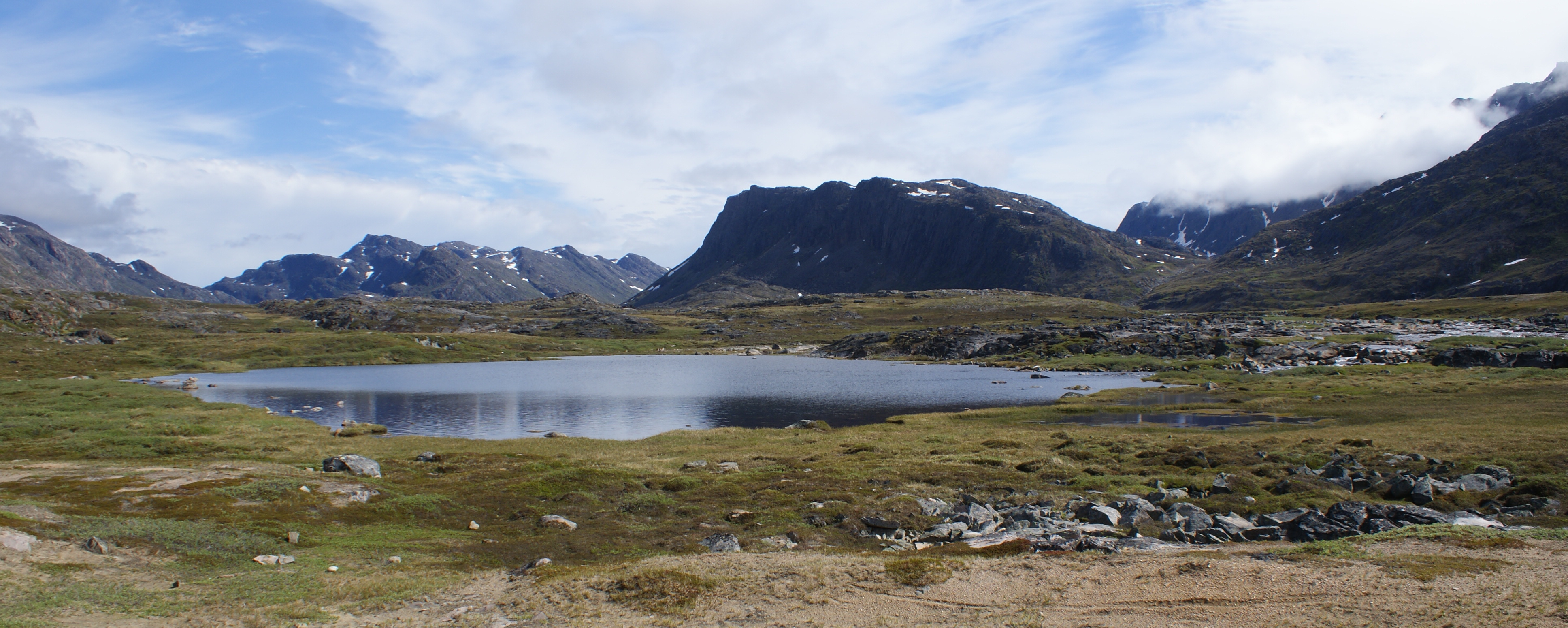
وادي سيسميوت والبحيرات، وهي منطقة تنزه رئيسية لسكان المدينة.

جهة الشرق، يظهر وادي واسع هو وادي سيسيميوت في المناطق الداخلية من شبه الجزيرة، يحده من الشمال كتلة صخرية تربط بين بالاسيب كاكا وماجوراك، وبذلك يُقسم وادي ماجوراك كيرورتوسوب  وذلك بجانب الطريق الذي يربط سيسيميوت بكانجرلوسواك، ويظهر بجانب الطريق ما بين 150 كم (93 ميل) إلى 170 كم (110 ميل).
في وسط الوادي يظهر جبل ألانجورسواك بارتفاع 411 متر (1348 قدم)، يحيط به العديد من البحيرات؛ واحدة منها فقط تخدم مدينة سيسيميوت كخزان مياه، ويمكن الوصول بسهولة إلى خزانات المياه بواسطة طريق من الحصى في الجزء الأوسط من الوادي، ويمكن لهذه الخزانات إمداد محطات المياه بالمدينة بـ 882,000 متر مكعب من المياه، ويُحتمل أنها تستطيع الإمداد بإجمالي طاقة قصوى 7,200,000 متر مكعب سنوياً. المنطقة بشكلٍ عام تعتبر متنزه عام للسكان.

### ناساساك

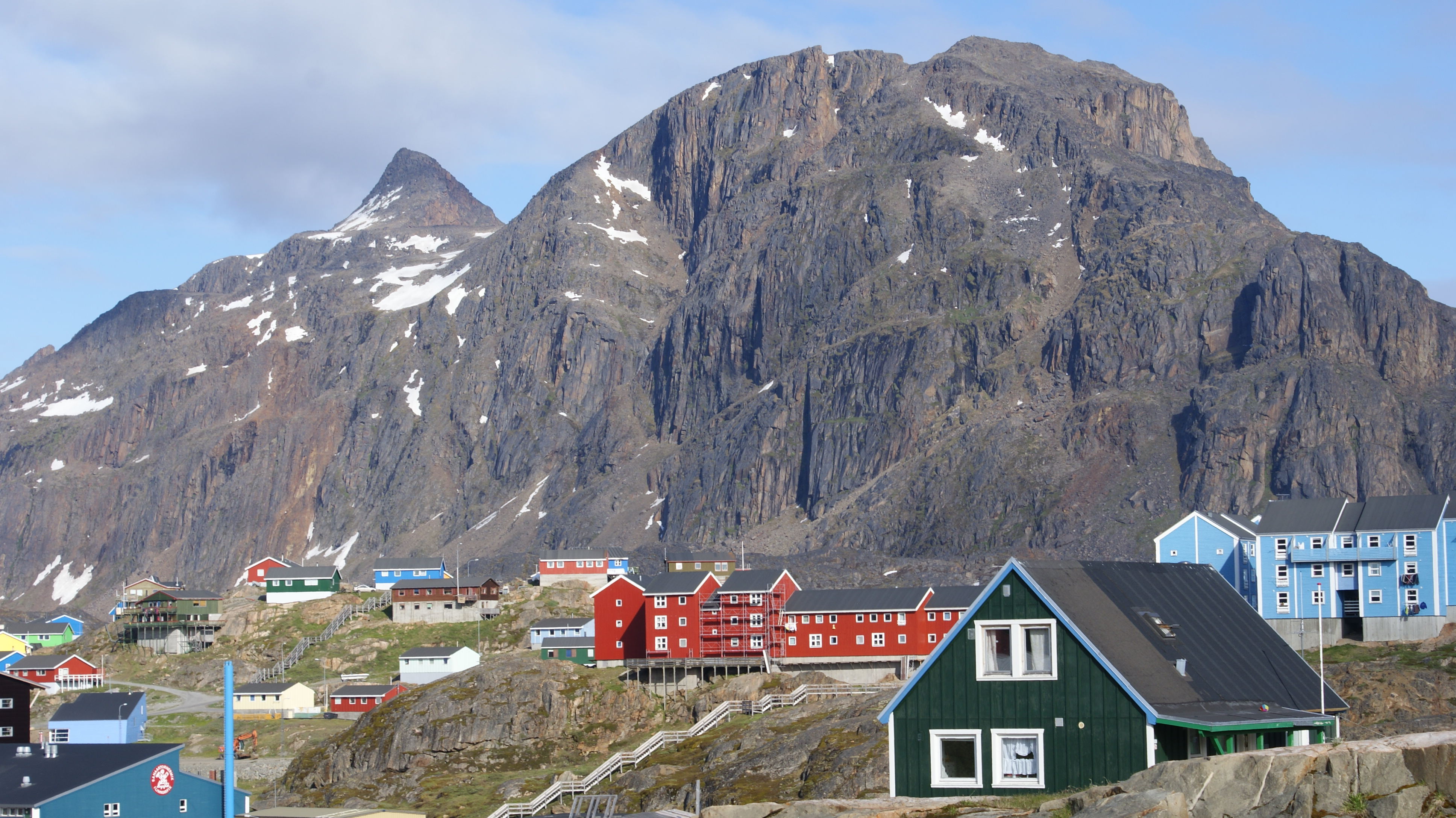
يًعد جبل ناساساك أعلى الجبال المحيطة بسيسيميوت، ويبدو شاهقاً من الجهة الجنوبية الشرقية للمدينة.

يحد سيسيميوت من جهة الجنوب الشرقي وادي مرتفعات ناساساك بجانب عدد من القمم المختلفة، وأعلى قمة تبلغ 784 متر (2,572 قدم). مرتفعات ناساساك لديها العديد من القمم، والقمة الرئيسية هي الأبرز فيهم؛ حيث ترتفع 150 متراً (490 قدماً) أعلى من باقي القمم.

## المناخ
سيسيميوت تقع داخل منطقة الإقليم المناخي القطبي، ويتم تصنيفها في المجموعة E في تصنيف كوبن المناخي. ويبلغ المتوسط العام لدرجات الحرارة بالمدينة 10° مئوية أو أقل على مدار العام. أبرد شهور السنة هما شهري فبراير ومارس، ويكون متوسط درجات الحراة فيهما بين -10.2° و-10.2° مئوية على الترتيب. أكثر شهور السنة حرارة هما شهري يوليو وأغسطس في فصل الصيف، ويكون متوسط درجات الحرارة فيهما 9.8° و9.3° مئوية على الترتيب. وبشكل عام؛ التساقط قليل جداً في سيسيميوت، وأكبر قدر من التساقط يحدث بين شهري يوليو وديسمبر، خاصةً في شهري أغسطس وسبتمبر. الرياح البحرية بشكل عام تأتي من منطقة مضيق دافيس التي يغلب عليها الضباب، وهي رياح معتدلة.
| البيانات المناخية لـسيسيميوت، جرينلاند (1961 - 1990) | البيانات المناخية لـسيسيميوت، جرينلاند (1961 - 1990) | البيانات المناخية لـسيسيميوت، جرينلاند (1961 - 1990) | البيانات المناخية لـسيسيميوت، جرينلاند (1961 - 1990) | البيانات المناخية لـسيسيميوت، جرينلاند (1961 - 1990) | البيانات المناخية لـسيسيميوت، جرينلاند (1961 - 1990) | البيانات المناخية لـسيسيميوت، جرينلاند (1961 - 1990) | البيانات المناخية لـسيسيميوت، جرينلاند (1961 - 1990) | البيانات المناخية لـسيسيميوت، جرينلاند (1961 - 1990) | البيانات المناخية لـسيسيميوت، جرينلاند (1961 - 1990) | البيانات المناخية لـسيسيميوت، جرينلاند (1961 - 1990) | البيانات المناخية لـسيسيميوت، جرينلاند (1961 - 1990) | البيانات المناخية لـسيسيميوت، جرينلاند (1961 - 1990) | البيانات المناخية لـسيسيميوت، جرينلاند (1961 - 1990) |
| الشهر                                                | يناير                                                | فبراير                                               | مارس                                                 | أبريل                                                | مايو                                                 | يونيو                                                | يوليو                                                | أغسطس                                                | سبتمبر                                               | أكتوبر                                               | نوفمبر                                               | ديسمبر                                               | المعدل السنوي                                        |
| ---------------------------------------------------- | ---------------------------------------------------- | ---------------------------------------------------- | ---------------------------------------------------- | ---------------------------------------------------- | ---------------------------------------------------- | ---------------------------------------------------- | ---------------------------------------------------- | ---------------------------------------------------- | ---------------------------------------------------- | ---------------------------------------------------- | ---------------------------------------------------- | ---------------------------------------------------- | ---------------------------------------------------- |
| متوسط درجة الحرارة الكبرى °ف                         | 15.1                                                 | 13.6                                                 | 13.8                                                 | 25.5                                                 | 37.2                                                 | 44.2                                                 | 49.6                                                 | 48.7                                                 | 42.4                                                 | 33.3                                                 | 26.2                                                 | 19.6                                                 | 30.8                                                 |
| متوسط درجة الحرارة الصغرى °ف                         | 2.7                                                  | 0.1                                                  | −0.4                                                 | 12.4                                                 | 26.2                                                 | 33.4                                                 | 37.9                                                 | 37.9                                                 | 33.3                                                 | 24.1                                                 | 16.3                                                 | 8.1                                                  | 19.3                                                 |
| الهطول إنش                                           | 0.7                                                  | 0.8                                                  | 0.9                                                  | 1.1                                                  | 0.7                                                  | 1.2                                                  | 1.7                                                  | 2.0                                                  | 2.0                                                  | 1.5                                                  | 1.5                                                  | 0.9                                                  | 15                                                   |
| متوسط درجة الحرارة الكبرى °م                         | −9.4                                                 | −10.2                                                | −10.1                                                | −3.6                                                 | 2.9                                                  | 6.8                                                  | 9.8                                                  | 9.3                                                  | 5.8                                                  | 0.7                                                  | −3.2                                                 | −6.9                                                 | −0.7                                                 |
| متوسط درجة الحرارة الصغرى °م                         | −16.3                                                | −17.7                                                | −18                                                  | −10.9                                                | −3.2                                                 | 0.8                                                  | 3.3                                                  | 3.3                                                  | 0.7                                                  | −4.4                                                 | −8.7                                                 | −13.3                                                | −7.0                                                 |
| الهطول مم                                            | 19                                                   | 20                                                   | 22                                                   | 28                                                   | 18                                                   | 30                                                   | 44                                                   | 52                                                   | 51                                                   | 37                                                   | 38                                                   | 23                                                   | 382                                                  |
| المصدر: المعهد الدانمركي للأرصاد الجوية              |                                                      |                                                      |                                                      |                                                      |                                                      |                                                      |                                                      |                                                      |                                                      |                                                      |                                                      |                                                      |                                                      |

## التركيبة السكانية
بحسب إحصاءات عام 2010؛ بلغ تعداد سكان سيسيميوت 5,460 نسمة، ولذلك هي تعد واحدة من المدن الأسرع نمواً في جرينلاند. هجرة قاطني المستوطنات الأخرى بجرينلاند تعزز زيادة سكان سيسيميوت. وبإستثناء كانجرلوسواك؛ فإن سيسيميوت هي المستوطنة الوحيدة في بلدية كيكاتا التي تظهر معدل نمو مستقر في العقد الأخير من القرن العشرين والعقد الأول من القرن الواحد والعشرين.
يظهر اختلال واضح لاختلال التوازن بين الجنسين، بحيث يظهر تفوق عدد الذكور على عدد الإناث خلال العقدين الماضيين، ويظهر ذلك بنسبة زيادة للرجال 20% عام 1990، قلت تدريجياً لتصبح 13% فقط في عامي 2000 و 2010. وتظهر الإحصائيات كذلك أن 10% من سكان المدينة قد ولدوا خارج جرينلاند عام 2010، وقد كانت النسبة 16.5% عام 1990، و 11.8% عام 2000.

### السكن
| [[ملف:Sisimiut-prefab-blue.jpg\|200px\|أنواع متباينة من المباني السكنية في سيسيميوت: - يميناً: مبان مسبقة الصنع لعائلة واحدة. - يساراً: مبان سكنية منذ عقد الستينات. | alt=]] |  | [[ملف:Sisimiut-communal-blocks.jpg\|200px\|أنواع متباينة من المباني السكنية في سيسيميوت: - يميناً: مبان مسبقة الصنع لعائلة واحدة. - يساراً: مبان سكنية منذ عقد الستينات. | alt=]] |
| أنواع متباينة من المباني السكنية في سيسيميوت: - يميناً: مبان مسبقة الصنع لعائلة واحدة. - يساراً: مبان سكنية منذ عقد الستينات.                                        |        |  | |        |

معظم الأسر في سيسيميوت يعيشون في منازل خاصة، بحيث يكفي المنزل أسرة واحدة فقط، وفي معظم الأحيان تُصنّع تلك المنازل الملونة التقليدية الخشبية، ويتم شحنها جاهزة من الدنمارك، وترفع غالباً عن الأرض أو تُدعم بقواعد خرسانية بسبب كثافة الجليد. في عقد الستينات من القرن العشرين، بدأت السلطات الدنماركية ببناء عمارات سكنية لتجمع عدد من العائلات في شقق سكنية في معظم البلدات في جرينلاند، بما في ذلك سيسيميوت.
خلافاً للتطور العمراني في العاصمة نوك، لم تصل تقنيات البناء الحديثة الصديقة للبيئة حتى الآن إلى سيسيميوت، واعتباراً من العام 2010 صُنفت العمارات السكنية القائمة حتى الآن بأنها مُهملة جزئياً. ومع ذلك، بدأت بلدية كيكاتا بالتخطيط لتوسيع البلدة في عقد 2010 من القرن الواحد والعشرين، خاصة في منطقة شمال خليج كانجيرلوارسونجواك لبناء عقارات جديدة. وسيتم تسمية الحي الجديد باسم حي أكيا.

## الاقتصاد والبنية التحتية

### الصناعة والخدمات

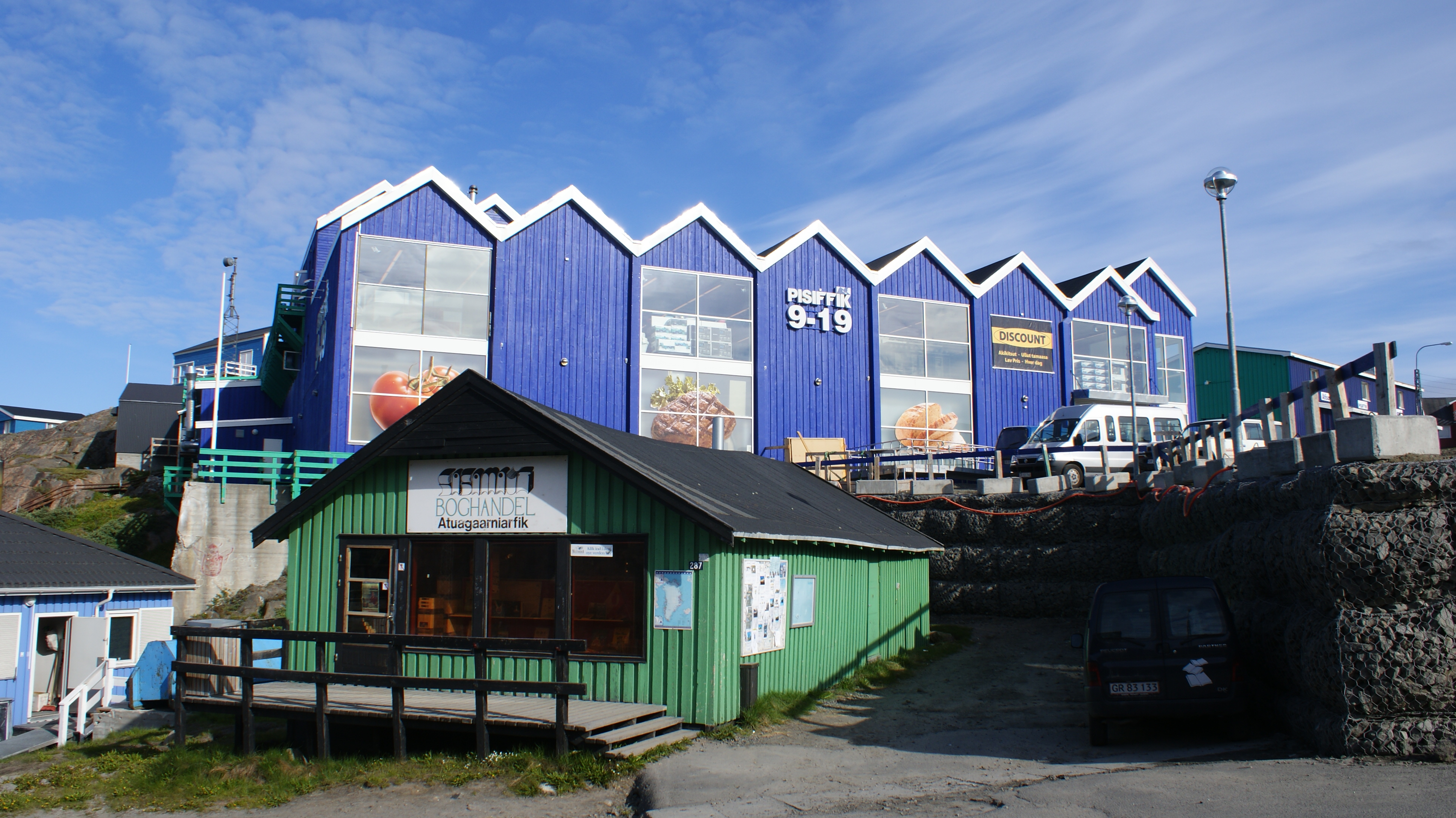
مركز بيسيفيك التجاري.

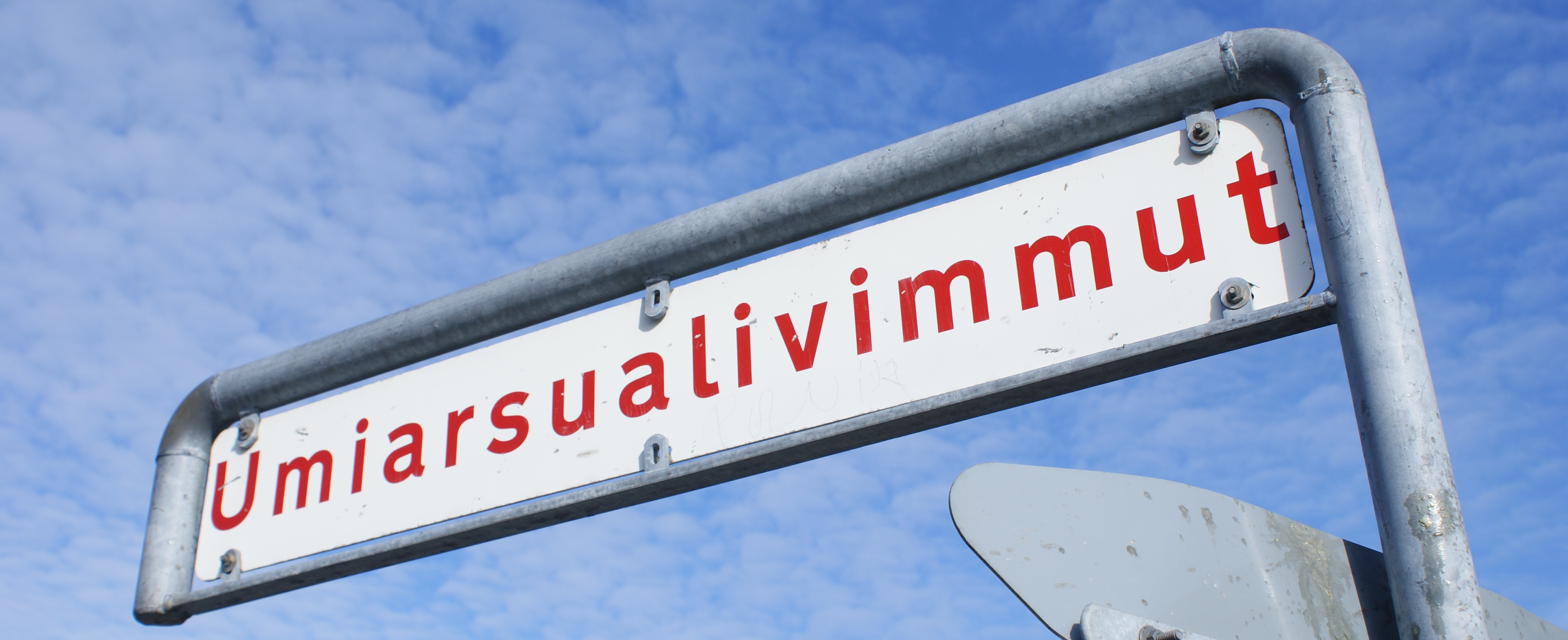
علامة شارع باللغة الجرينلاندية تُشير إلى الميناء.

الصيد هو الصناعة الرئيسية في سيسيميوت، والمدينة لديها مخزونات من الجمبري وسمك السلمون وسمك الهلبوت وسمك القد. يقع مصنع جرينلاند الملكية لتجهيز الأسماك في الميناء وهو أكبر مصنع داخل جرينلاند؛ ويُعد كذلك من مصانع الجمبري الأكثر حداثة في العالم  في عام 2008، ويمتلك 8 قوارب وسفن صيد ومصنع معالجة ينتج و1,680 طن من الجمبري شهرياً بإجمالي 20,180 طن سنوياً. ومعدل الإنتاج ثابت تقريب طوال العام، رغم أنه كانت مصايد الأسماك تصطاد أكبر الأسماك متجمدة. والمصنع يبيع حوالي 6,019 طن من الجمبري. من أهم ما يتم اصطياده يستخدم محلياً بشكل رئيسي حيوان فيل البحر والحوت والدلفين الأبيض والرنة وثيران المسك.
وتستند شركة جرينلاند للتجارة وشركتها الفرعية بيلرسويسوك إلى سلسلة من المخازن العامة المملوكة للدولة لجميع الأغراض في جرينلاند في سيسيميوت. سلسلة فروع بيلرسويسوك تعمل في جميع المستوطنات الصغيرة في البلاد، وكذلك المدن الصغيرة التي لا تشملها سلاسل محلات المراكز التجارية. وهناك مجموعة من المحلات التجارية تعمل في سيسيميوت مثل مركز بيسيفيك التجاري ومركز بروجسن التجاري، تزود أيضاً الإمدادات إلى المستوطنات الصغيرة في محيط المنطقة. هناك كذلك شركة بولارويل (بالجرينلاندية: Polaroil)، وهي شركة تختص بتوزيع الوقود السائل، ويقع مقرها الرئيسي في سيسيميوت. ويعمل بها 70 موظفاً وتدير 70 محطة في أنحاء جرينلاند. وقد تم نقل مقرها من مانيتسوك إلى سيسيميوت في أواخر عقد الـ2000 من بداية الألفية الثالثة. وفي عام 2010، أعلنت جرينلاند للتجارة خطط للتحرك أيضاً قاعدة التشغيلية لشركة بولارويل من مانيتسوك إلى سيسيميوت، مما تسبب في احتجاجات في مانيتسوك  التي تعاني بالفعل من انخفاض واضح في عدد السكان. يوجد بسيسيميوت مرافق خدمية أخرى تشمل اثنين من المصارف، ومكتبة ومكتب بريد جرينلاند  ومستشفى صغير به 19 سريراً.
هناك خطط مقترحة لإقامة مصنع لصهر الألومنيوم في سيسيميوت. كذلك تُعد مانيتسوك -ثاني أكبر مدن البلدية- موقع مقترح آخر لتشيد المصنع بجانب سيسيميوت. هذا المصنع يوفر فرص عمل لعدد يترواح من 600 إلى 700 شخص  أي أكثر من 10% من السكان، لذلك فهو قرار حيوي مهم للبلدة، ولذلك أجريت مشاورات واسعة مع الجمهور في الفترة بين عامي 2008 و2010  من قبل كل من السلطات البلدية وحكومة جرينلاند من أجل معالجة الشواغل البيئية والاجتماعية المحتملة. دخلت سيسيميوت كذلك في مجال الطاقة الكهرومائية لتوليد الطاقة للمدينة، والمحطة قيد الإنشاء شمال المدينة. المحطة سيكون بها اثنين من التوربينات التي توفر 15 ميجاوات من الكهرباء. الكهرباء الموجودة الآن للمدينة تبلغ جهدها 8.2 ميجاوات والتي تنتجها مولدات الديزل. وسيتم نقل الكهرباء من المحطة الجديدة إلى سيسيميوت من جديد على بعد 27.4 كم (17.0 ميل) عن طريق خط طويل من الجهد العالي.

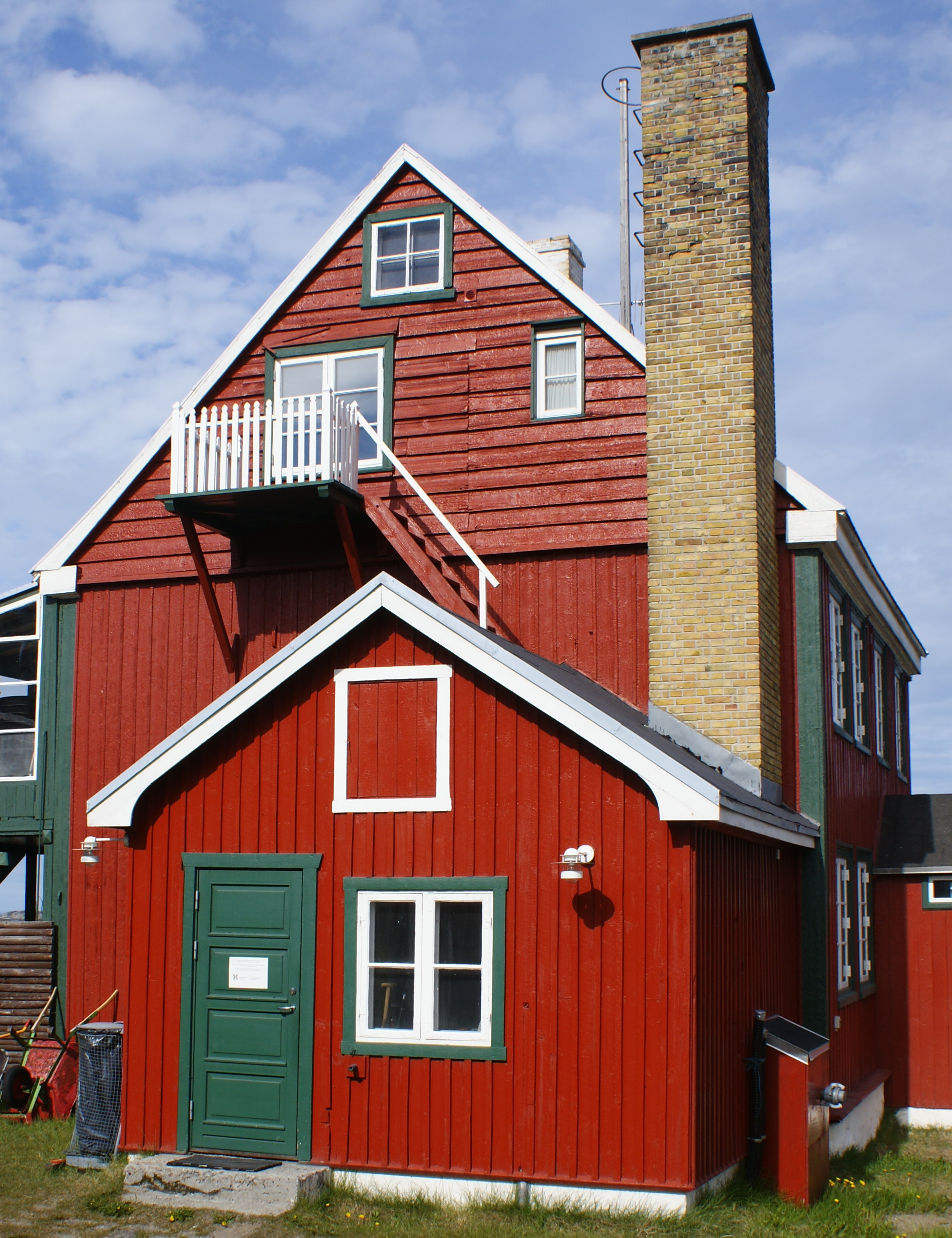
المبنى الرئيسي للإدارة الاستعمارية السابقة، وهي الآن جزء من متحف سيسيميوت.

على الرغم من تساقط الأمطار منخفض في سيسيميوت، لديها إمدادات وفيرة من المياه الطبيعية والمياه السطحية الصالحة للشرب، التي تم جمعها من خزان تحت بحيرة ألانجورسواك. ويتم ضخ المياه أيضاً إلى محطات المياه من بحيرة أخرى نحو 2.5 كيلومتر في الجبال. وهناك نظام عزل لأنابيب المياه والكهرباء ضد التجمد لضمان تزويد السكان بالماء والكهرباء خلال أشهر الشتاء  وشبكة إمدادات المياه قادرة على إنتاج حوالي 882,000 متر مكعب من المياه سنوياً من بحيرتين تورد المياه للبلدة بطاقة سنوية لا تقل عن من 7.2 مليون متر مكعب.

### السياحة
تشمل المرافق السياحية في سيسيميوت العديد من بيوت الشباب والفنادق، مثل فندق سيسيميوت الملحق به مطعم ناساساك (بالجرينلاندية: Nasaasaaq)  ودار سيمان، وكذلك هناك مركزاً للمؤتمرات. هناك مطاعم أخرى مثل مطعم ميسيجيساك (بالجرينلاندية: Misigisaq) الواقع في الميناء، وهو المطعم الصيني الوحيدة في البلاد ويستخدم المكونات الجرينلاندية في الطبخ على النمط الصيني. كما تحوي المدينة حمام سباحة ساخن في الهواء الطلق، وهو معتمد على ركائز متينة حتى لا يتسنى للحرارة إذابة الجليد. وتوجد عدة مواقع للتخييم في وادي سيسيميوت وبالقرب من خليج كانجيرلوارسونجواك. خلال فصل الشتاء، تعمل مصاعد التزلج على سفح جبل ألانجورسواك، عند قاعدة المنحدرات الشمالية لناساساك.
السياحة بالمدينة أصبحت ذات أهمية متزايدة بمرور الزمن، وذلك تزامناً مع تزايد إنشاء مقرات العديد من الشركات السياحية بالمدينة، والتي لها عروض وخدمات على مدار العام مثل: التزلج بواسطة المروحيات والزلاجات التي تسحبها الكلاب والمشي لمسافات طويلة موجهة وتسلق الجبال والتجديف وركوب الزوارق. وأصعبها السباق الذي يجري كل شتاء لمسافة 160 كم (99 ميل) في منطقة الدائرة القطبية الشمالية، والمضمار متداخل جزئياً مع الطريق القطبي من سيسيميوت إلى كانجرلوسواك. وافتتح السباق في عام 1998، ومنذ ذلك الحين أصبحت المنافسة دولية.

## التعليم والثقافة

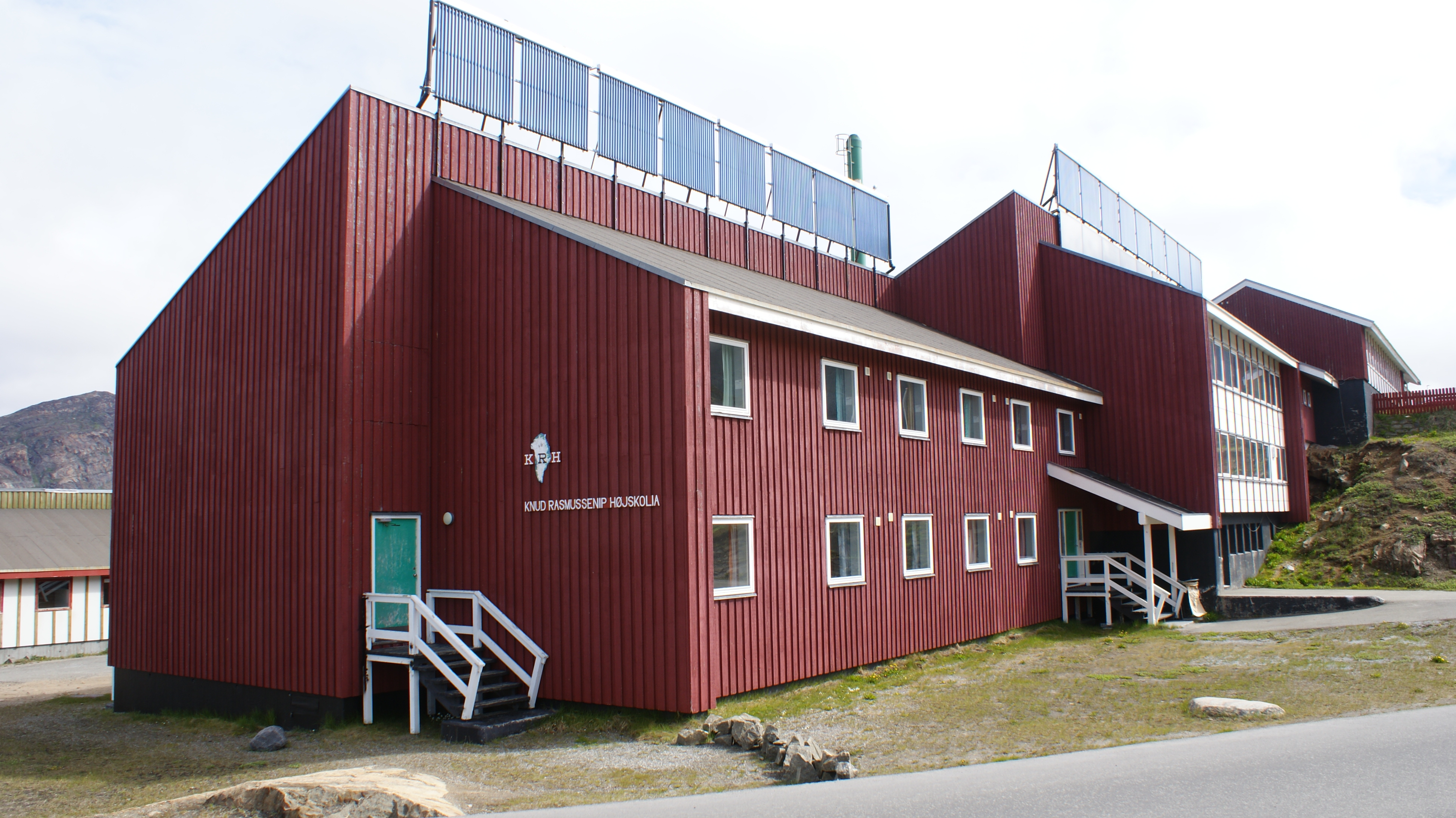
مدرسة كنود راسموسن الثانوية.

بالمدينة مدرسة كنود راسموسن الثانوية (بالدنماركية: Knud Rasmussenip Højskolia) التي تأسست عام 1962، تقع على المشارف الشرقية لسيسيميوت، وإلى الغرب من موقع مهبط المروحيات القديم. وبصرف النظر عن المناهج التقليدية، فإنها توفر دورات متخصصة في التاريخ والثقافة الجرينلاندية بما في ذلك إعداد الجلد وتعليم التزلج. والمدرسة كذلك مميزة بوحدتها الخاصة وهي مدرسة المرأة الثانوية (بالجرينلاندية: Arnat ilinniarfiat)، والتي ألحقت عام 1977، والتي تركز على الفنون التقليدية. وخلال فصل الصيف، يستخدم مبنى المدرسة كبيت للشباب. في خريف عام 2002، كانت المدرسة مسؤولة عن إقامة سلسلة من المنحوتات الحجرية حول سيسيميوت، خاصة بالقرب من المطار وفي مبنى البلدية وفي حضانة الأطفال ومدرسة المرأة وحول المدرسة نفسها.
المراكز التعليمية الأخرى في سيسيميوت هي: سانارتورنرميك إلينيارفيك (بالجرينلاندية: Sanaartornermik Ilinniarfik)، وهي مدرسة متخصصة في هندسة البناء تسع لـ200 طالب. ومركز تكنولوجيا القطب الشمالي بياريرسارفيك (بالجرينلاندية: Piareersarfik)، وهي مؤسسة تدريب مهني للمختصين في صناعة الخدمات، ومدرسة أوكاتسيتيك بيكوريسارفيك (بالجرينلاندية: Oqaatsinik Pikkorissarfik)، وهي مدرسة للغات الأجنبية.

### متحف سيسيميوت

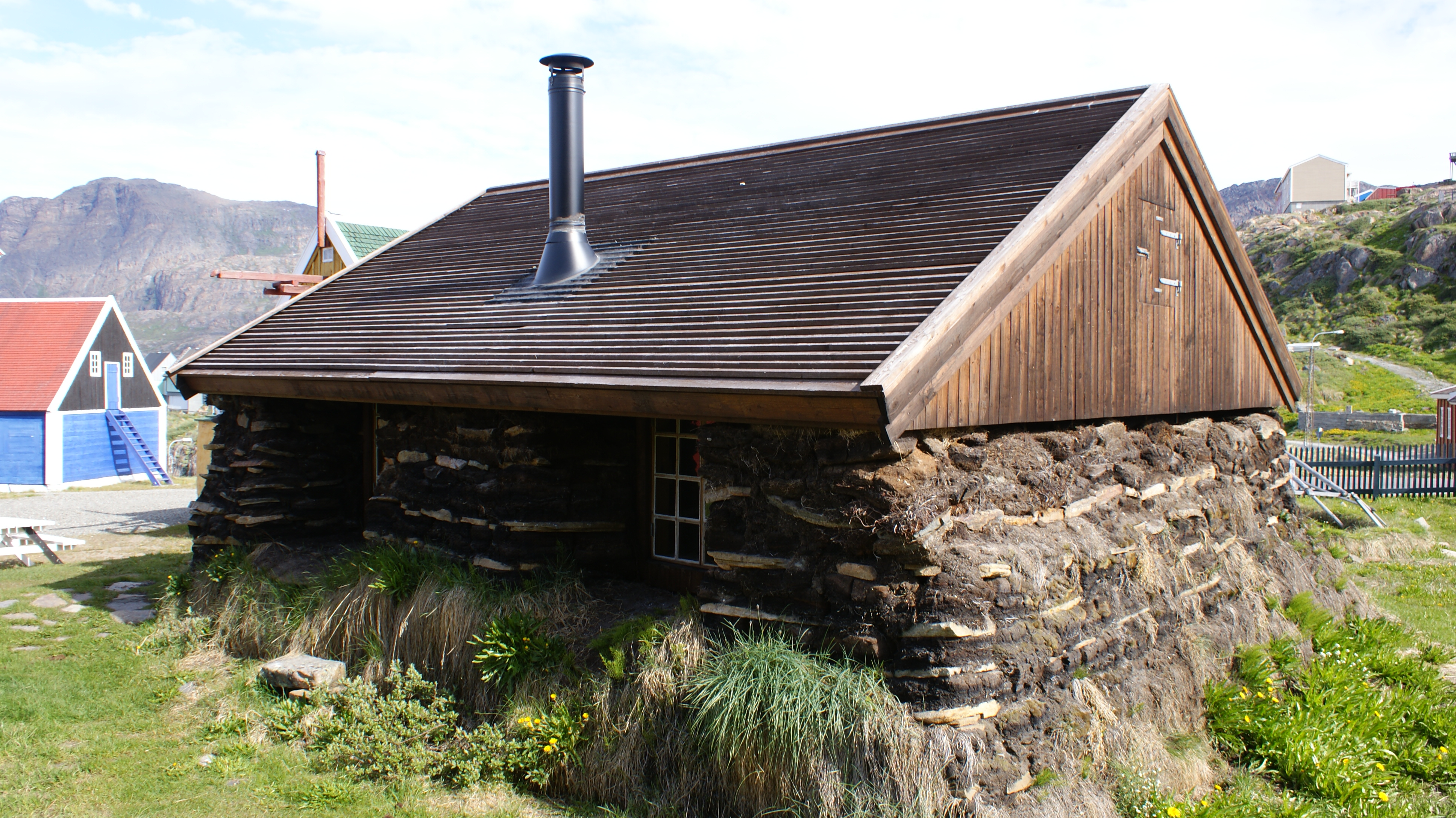
المنزل التقليدي الجرينلاندي، اُعيد بناؤه كجزء من متحف سيسيميوت.

يقع متحف سيسيميوت في مبنى تاريخي بالقرب من الميناء، والمتحف متخصص في تجارة جرينلاند والصناعة والشحن، مع وجود التحف استناداً على عشر سنوات من البحوث الأثرية والحفريات والمستوطنات التي أثرت في ثقافة ساكاك القديمة بالقرب من المدينة، وتقدم نظرة ثاقبة في ثقافة المنطقة من قبل 4000 سنة.
يستضيف المتحف أيضاً مجموعة من الأدوات والعناصر المحلية التي تم جمعها ما بين عاميّ 1902 و1922، بجانب مقتنيات من الكنيسة القديمة مثل المذبح الأصلي الذي يعود إلى حوالي العام 1650 واللوحات منذ عقد 1790. يُعرض كذلك في الهواء الطلق الخث الذي استخدم في إعداة الإعمار للمقيمين في جرينلاند منذ بداية القرن العشرين مع الأثاث المنزلي. ويتضمن المعرض بقايا قوارب الكاياك من القرن الثامن عشر ومجموعة مادسن بول من الحرف اليدوية والفنون والمواد الإثنوغرافية التي جمعت على مدار أكثر من خمسين عاماً. معرض الحجر الجرينلاندي يقع في مبنى بيجي (بالجرينلاندية: Bygge OG Anlægsskolen).

### الفنون والحرف
بالمدينة مركز تاسيراليك للثقافة الحديثة (بالجرينلاندية: Taseralik Kulturikkut) ويقع في الجزء الشرقي من سيسيميوت على شاطئ بحيرة نالونجوارفيك (بالجرينلاندية: Nalunnguarfik)، غالباً يستضيف المركز الفرق المسرحية المتجولة، فضلاً عن الحفلات الموسيقية بداية من الموسيقى الكلاسيكية  إلى الموسيقى الشعبية. تحتفل سيسيميوت بيوم الثقافة في 21 نوفمبر من كل عام في مركز تاسيراليك. وتباع منتجات الحرف اليدوية الجرينلاندية -التي أنتجت في ورشة عمل خاصة بذلك في مستودع قديم بالميناء القديم- في مؤتمرات جرينلاند المتجولة للفنون الواردة، وفي العديد من المحلات التجارية الصغيرة على طول الشارع الرئيسي بالمدينة. ويتم إنتاج الحجارة الجرينلاندية ومنتجات جلد الفقمة في ناتسك (بالجرينلاندية: Natseq) وورش عامل بانيجيت (بالجرينلاندية: Panigiit).

## النقل

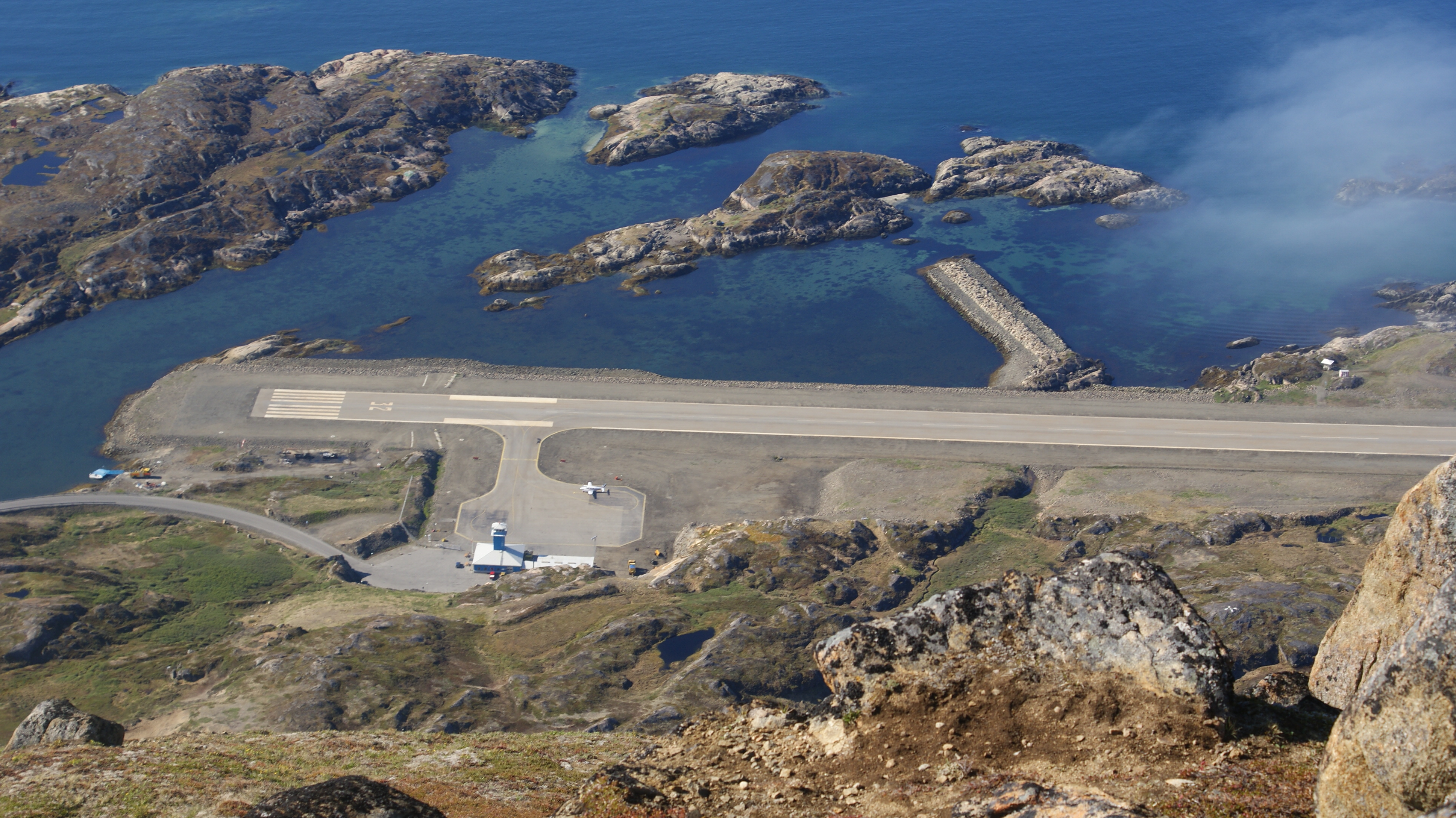
مدرج مطار سيسيميوت.

### نقل جوي
يقع مطار سيسيميوت على بعد 4.1 كيلومتر (2.5 ميل) تجاه الشمال الغربي من المدينة عند مصب خليج كانجيرلوارسونجواك. قبل افتتاح المطار في التسعينات من القرن العشرين كان يستخدم مهبط للمروحيات لتقل المسافرين، وهو الآن مغلق، ويقع في الضواحي الشرقية من المدينة في وادي سيسيميوت. المدرج الخاص بالطائرات قصير 799 متر (2,621 قدم)، ولا يصلح إلا للطائرات الخاصة بالإقلاع والهبوط والقصير. وإذا أرد أحد المسافرين السفر خارج جرينلاند؛ فيجب عليه الذهاب إلى مطار كانجرلوسواك. شركة طيران جرينلاند لها مقرات رئيسية في نوك ومانيتسوك وإيلوليسات. خدمة الحافلات وسيارات الأجرة نادرة لتربط المطار بوسط المدينة.

### نقل بحري
تُخدم سيسيميوت مرتين أسبوعياً بواسطة العبارات الساحلية التابعة لخط أومياك القطبي الشمالي الذي يربط مجتمعات الساحل الغربي الجرينلاندي. وهناك أيضاً عبارة تأتي أسبوعياً للميناء تابعة للخط الملكي القطبي الشمالي لتذهب إلى إليلك وسرفانجويت. ميناء سيسيميوت على مدار السنة خالي من الجليد، بوصف الميناء قاعدة البحرية رئيسية شمال نوك. سفن الإمدادات تأتي إلى شمال الميناء لتخدم الساحل بأكمله، من منطقة مضيق أوماناك من خلال أرخبيل آبرناويك إلى كاناك في أقصى الشمال. تعد إم/إس آكاماليك واحدة من أكبر السفن في أسطول جرينلاند الملكية، ويوجد في سيسيميوت أول مركز لبناء السفن في جرينلاند التي يرجع تاريخها إلى عام 1931، كذلك يستقبل الميناء أكثر من 50 سفينة سياحية كل عام. كذلك يوجد بالميناء نادي لقوارب الكاياك المحلية، وتعمل في خليج الميناء الشرقي.

### نقل بري
الطريق الوحيد الذي يصل بسيسيميوت بالمطار، المعروف بطريق المطار. ولا يوجد أي طريق ممهد آخر يربط سيسيميوت بأي مجتمع عمراني آخر. في بداية عقد الـ2000، أنشئ طريق يمتد بطول 170 كم 110 ميل) إلى كانجرلوسواك ولم يكتمل، وقد تمت مناقشة إنشاء هذا الطريق لعدة سنوات دون قرار حاسم. وهذا الطريق هو الأول من نوعه في جرينلاند الذي يربط مستوطنتين لتقليل الحاجة لتبادل الركاب المسافرين عن طريق الطيران من مطار كانجرلوسواك بواسطة شركة طيران جرينلاند. وبشكل عام، المدينة لديها شبكة من الحافلات الداخلية الخاصة بها. وتستخدم زلاجات الكلاب في فصل الشتاء لربط المدينة بالمستوطنات في الشمال، ولتمهيد الطرق لهذه الزلاجات تستخدم كاسحات الثلوج.

## توأمة
سيسيموت لديها علاقات توأمة مع:
- بلدية ألبرلتسلوند،  الدنمارك.[79]
- كلاكسويك،  جزر فارو.

وترتبط بروابط صداقة مع:
- ويستبول،  المملكة المتحدة.[80]

## معرض الصور

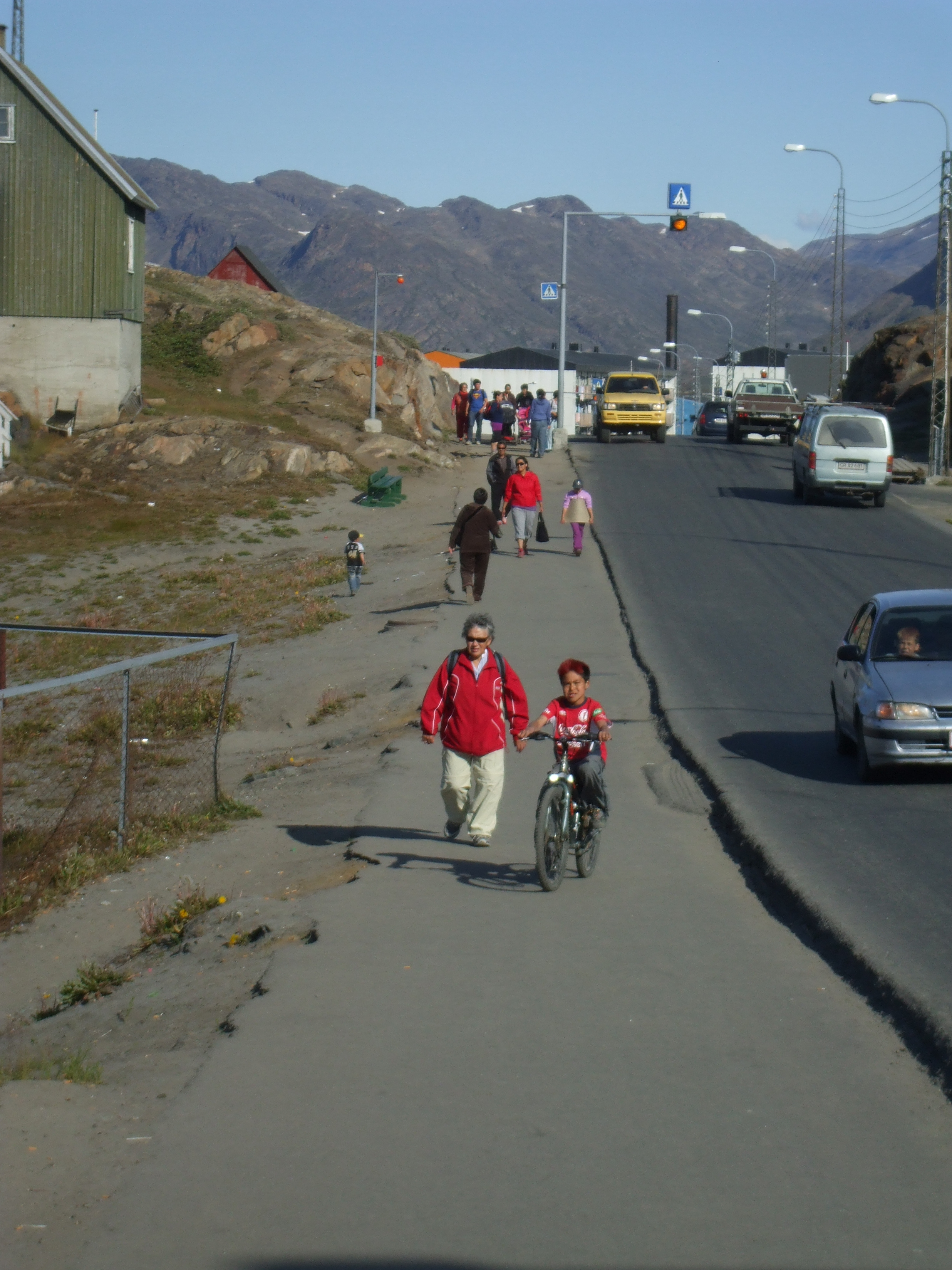
أنماط حركة المرور في المدينة
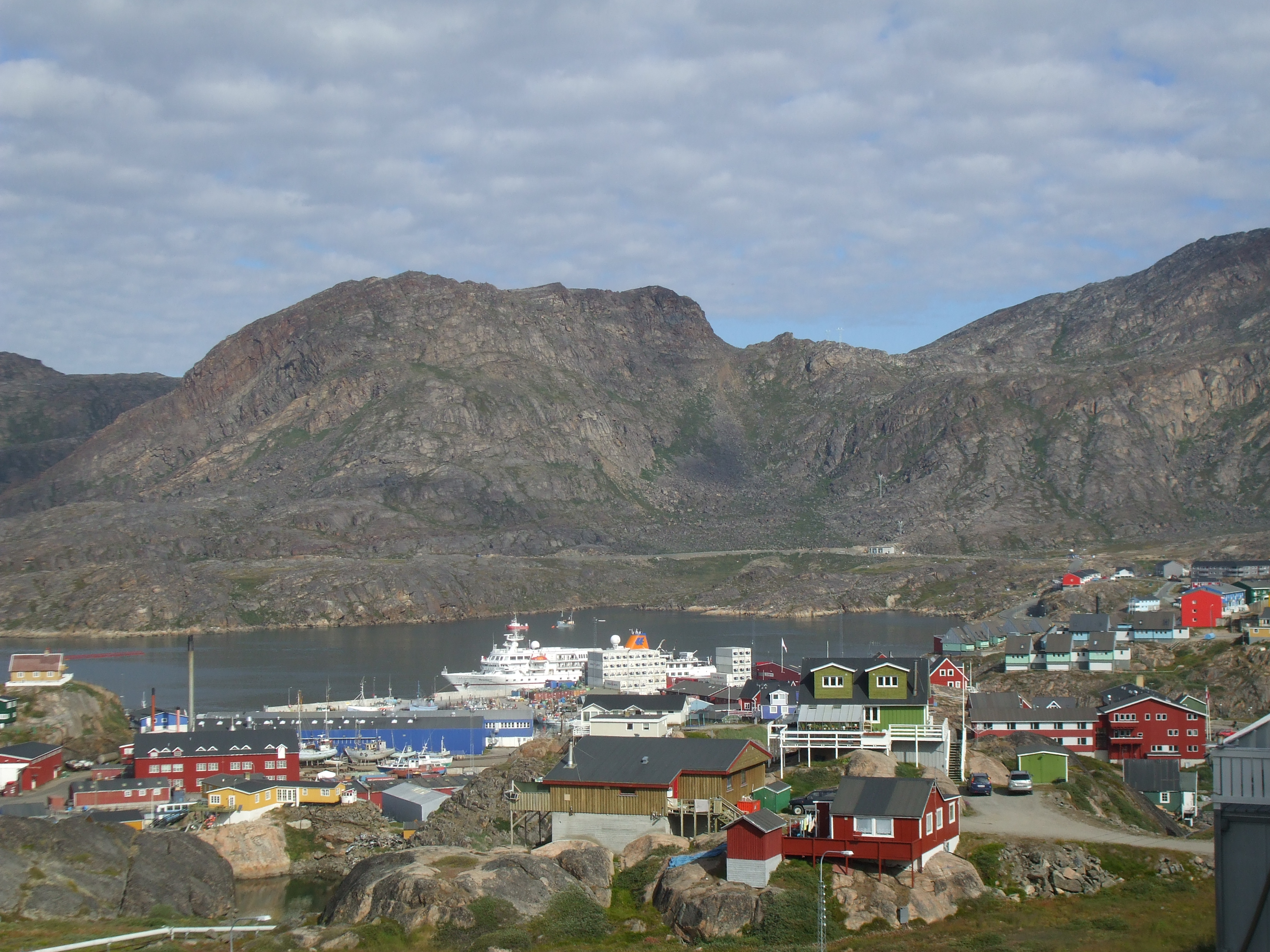
ميناء سيسيميوت
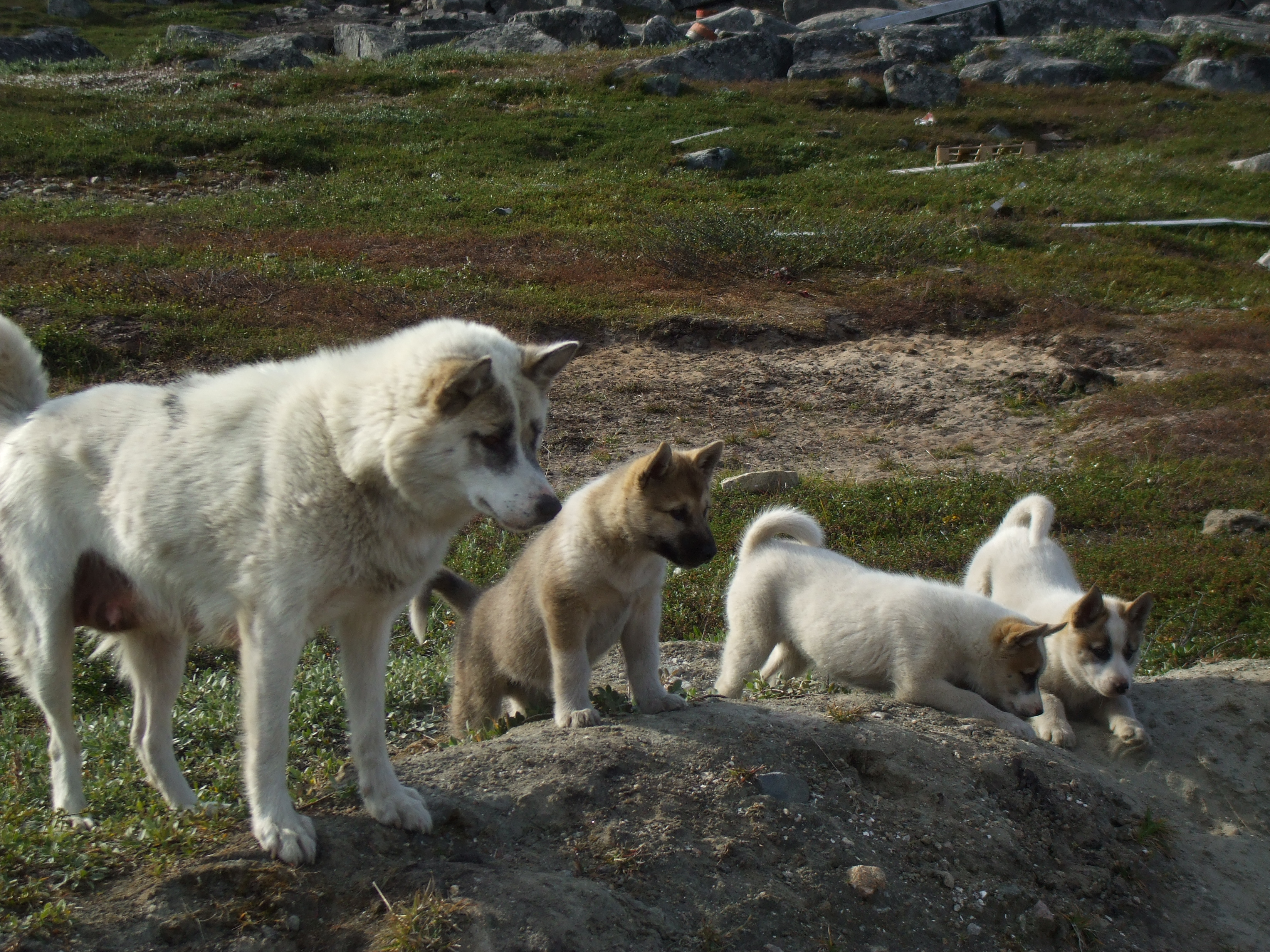
الكلاب تنتظر فصل الشتاء
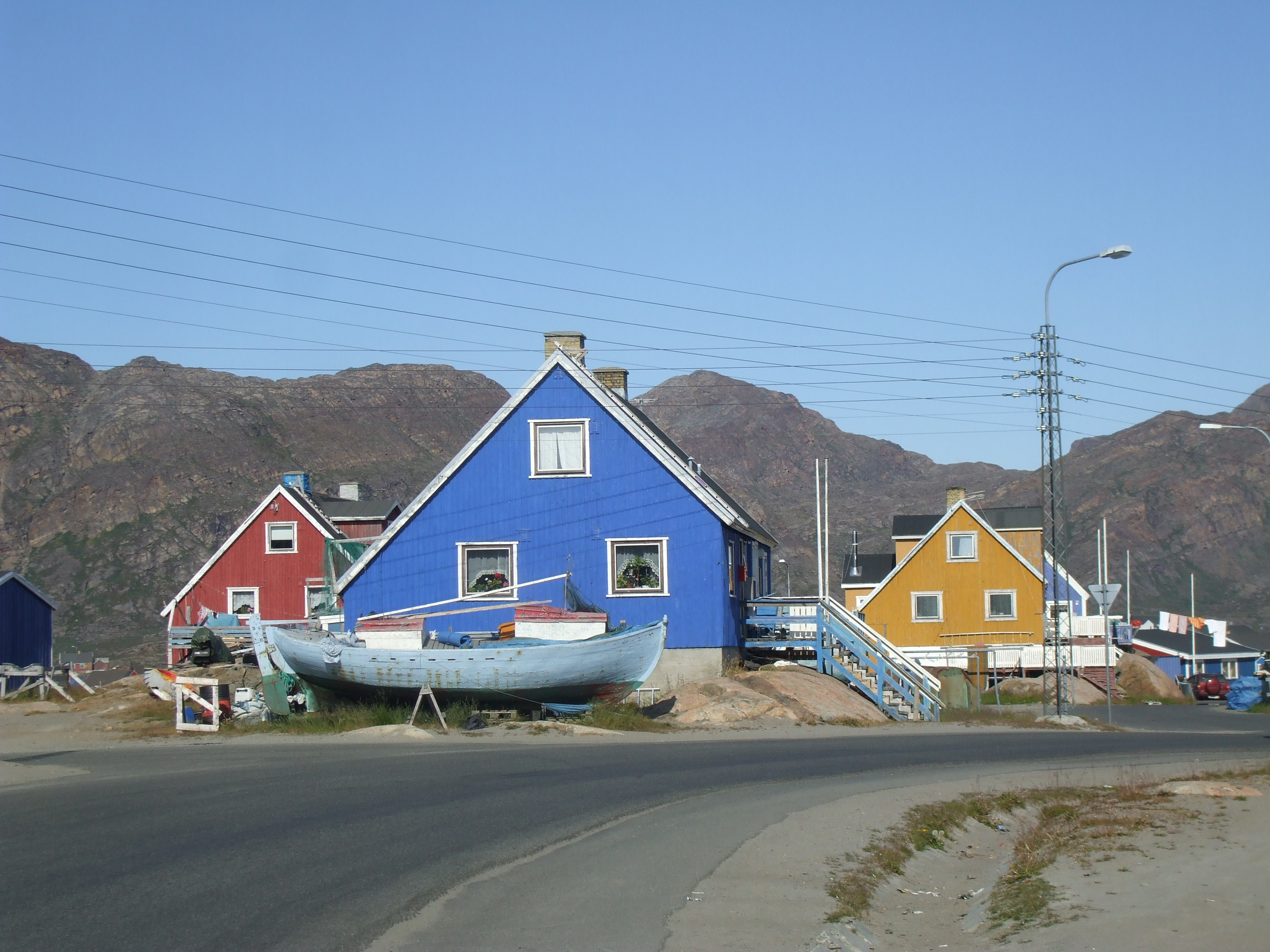
نموذج للمنازل في سيسيميوت
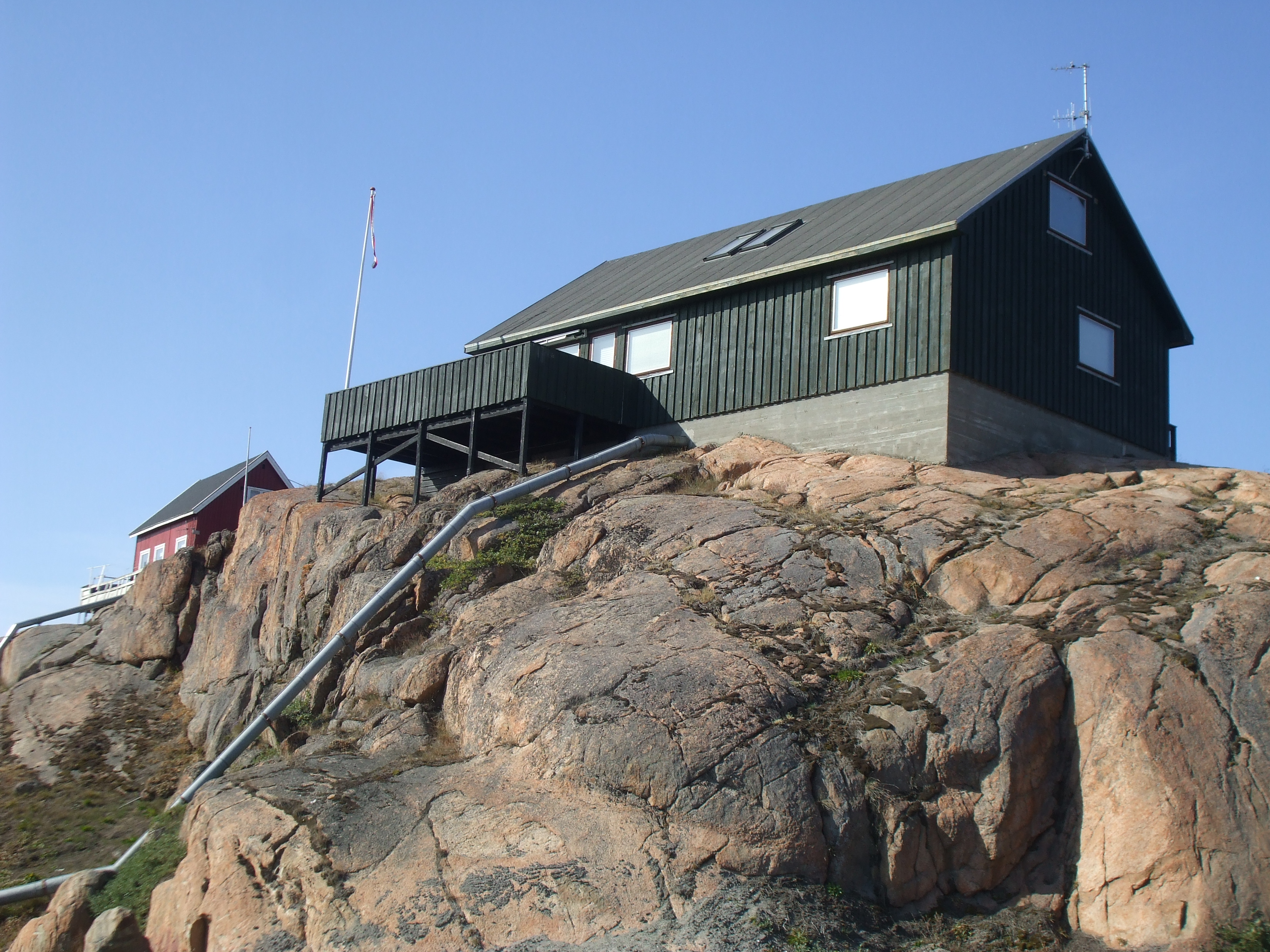
تطويع الإنشاءات للصعوبات الجيولوجية بالمنطقة
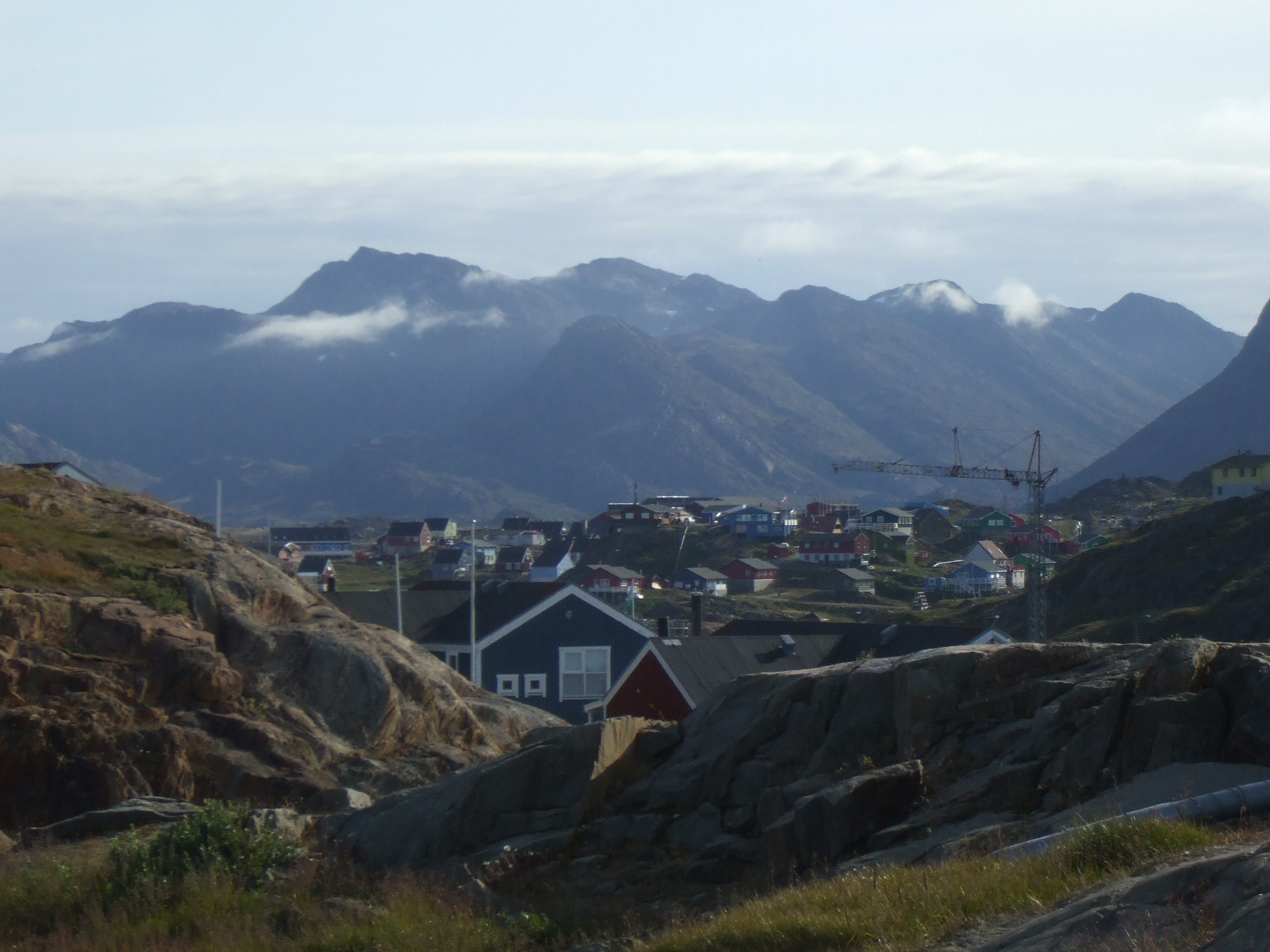
منظر عام للمدينة
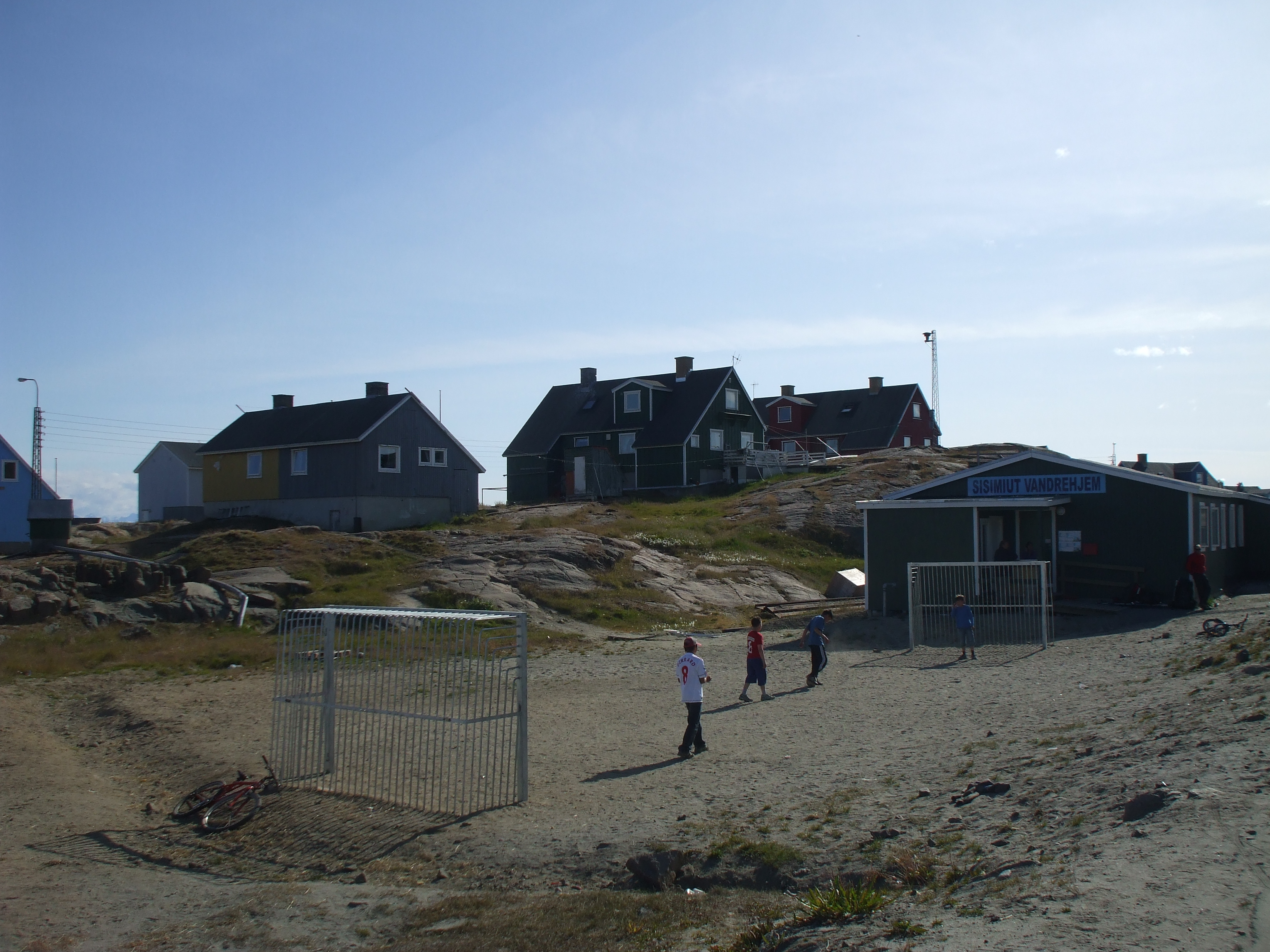
ملعب كرة قدم
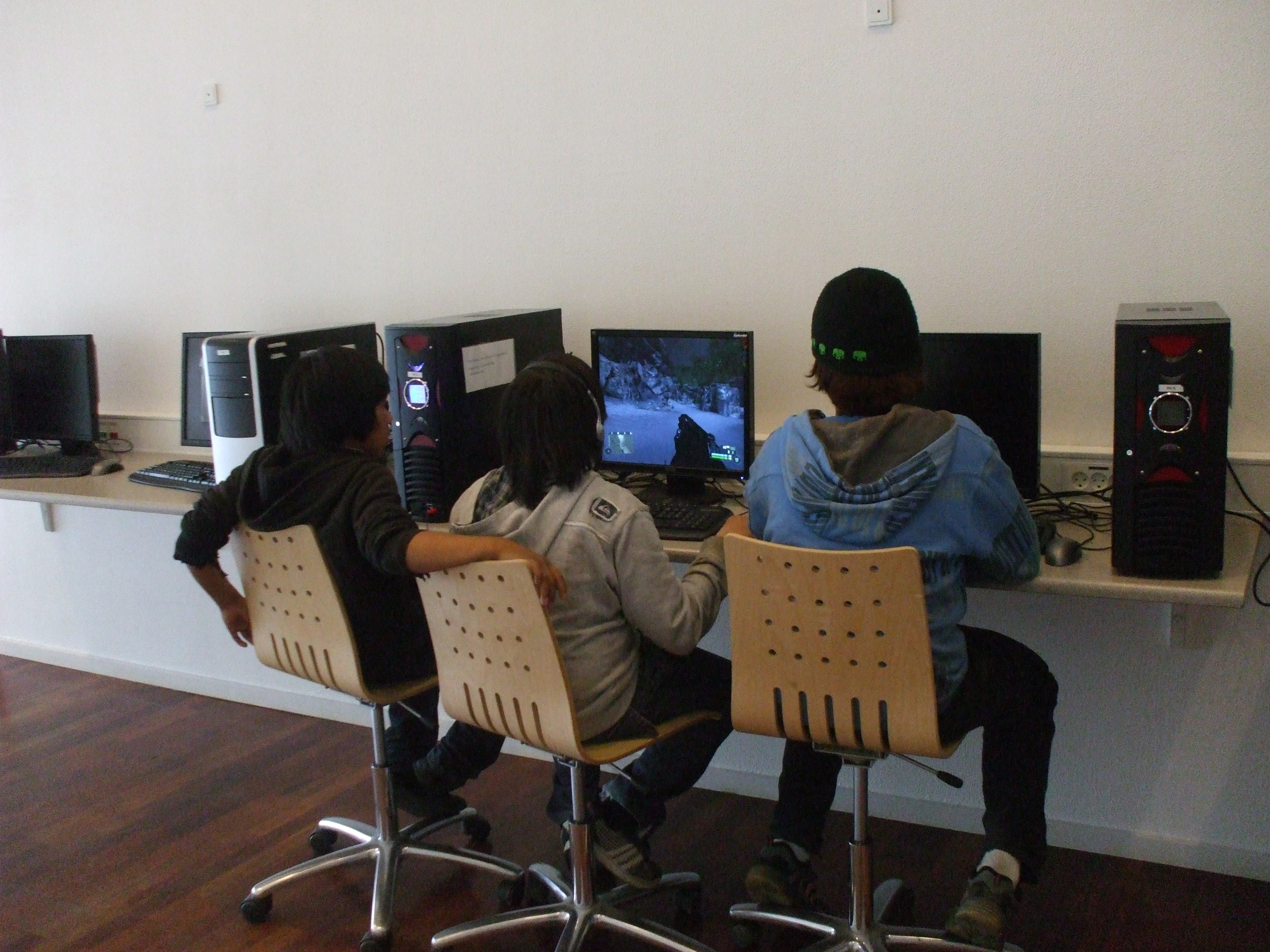
مقهى إنترنت
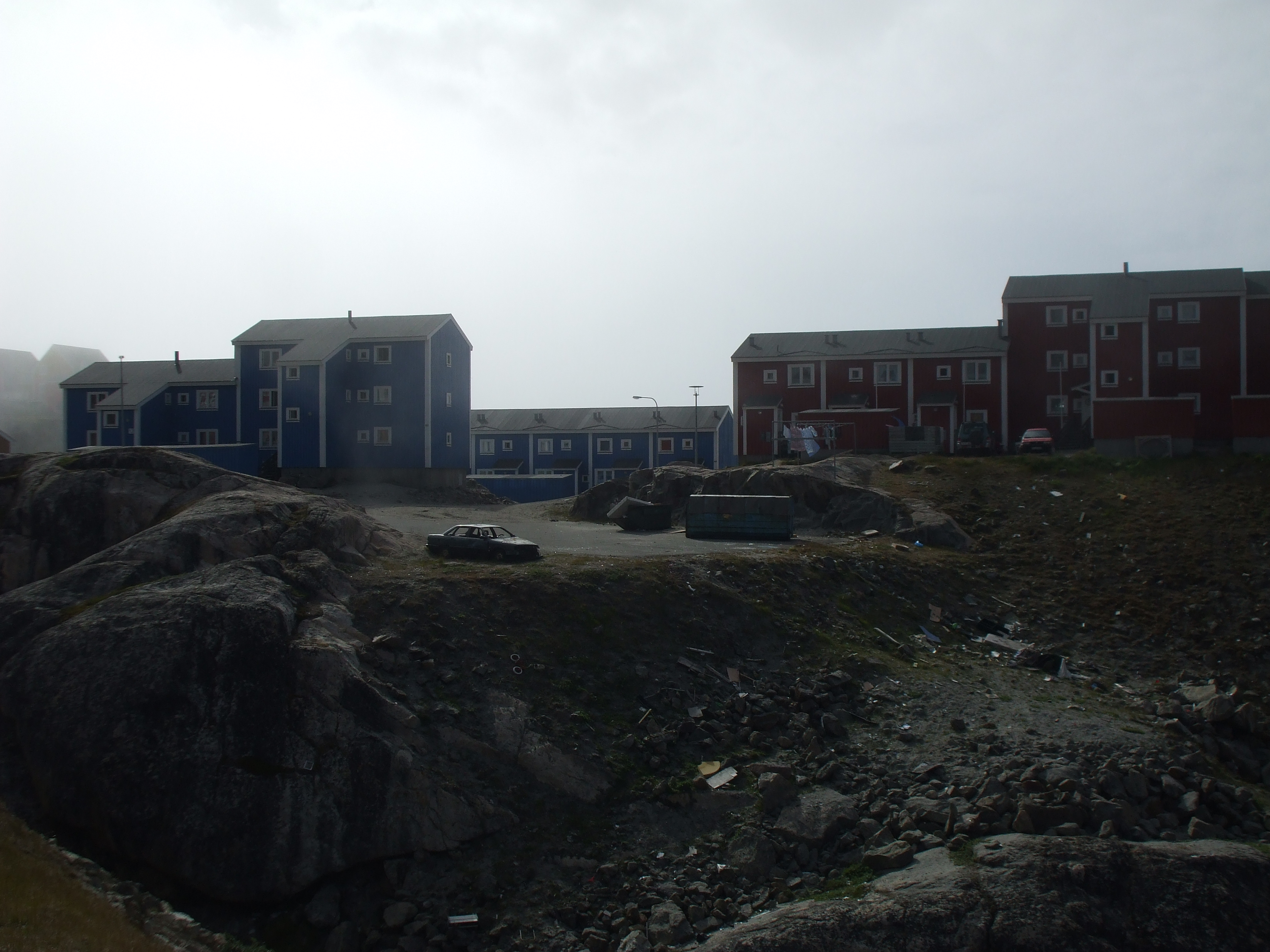
منازل بجانب أرض فضاء تستخدم كمخزن
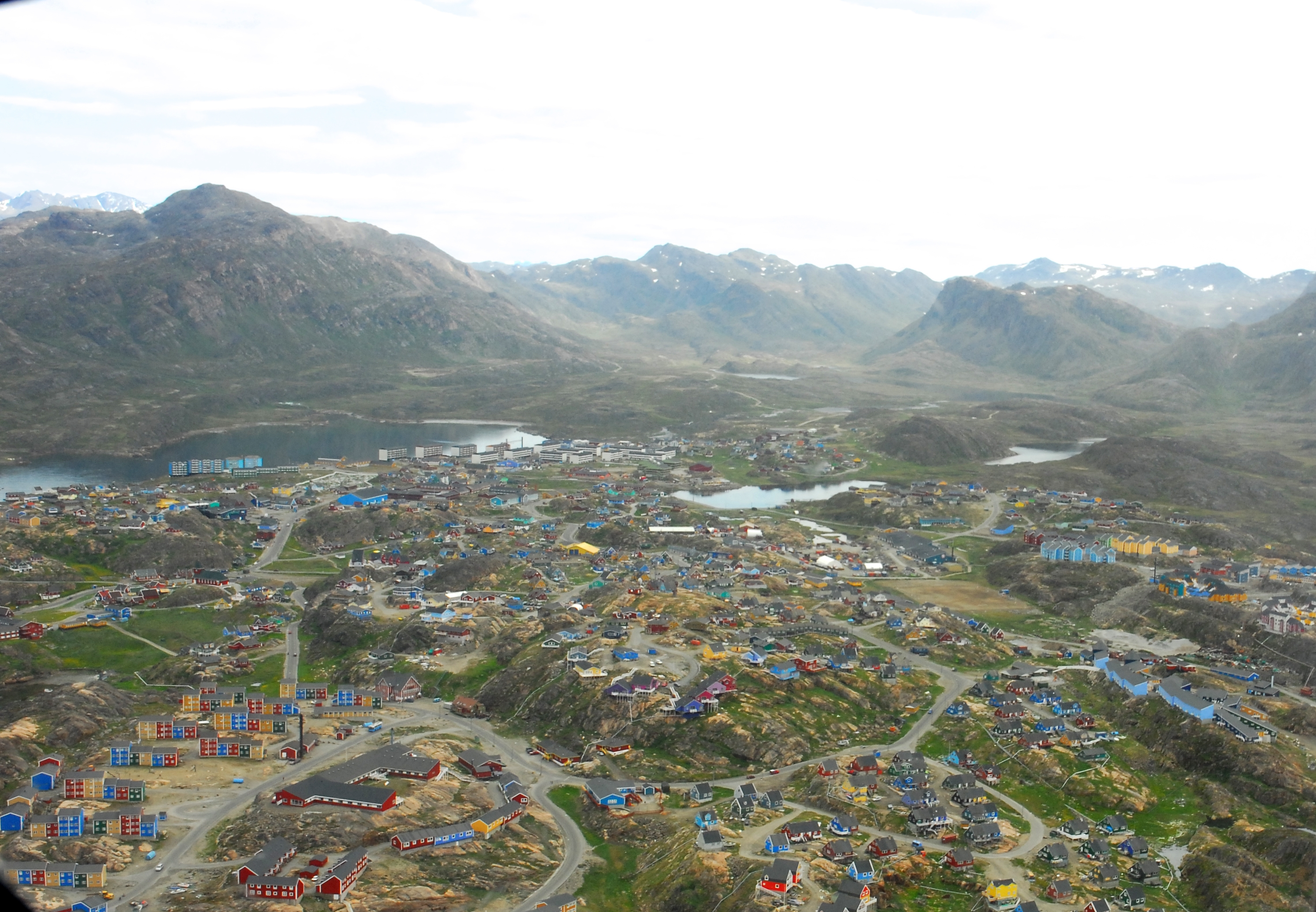
منظر جوي للمدينة
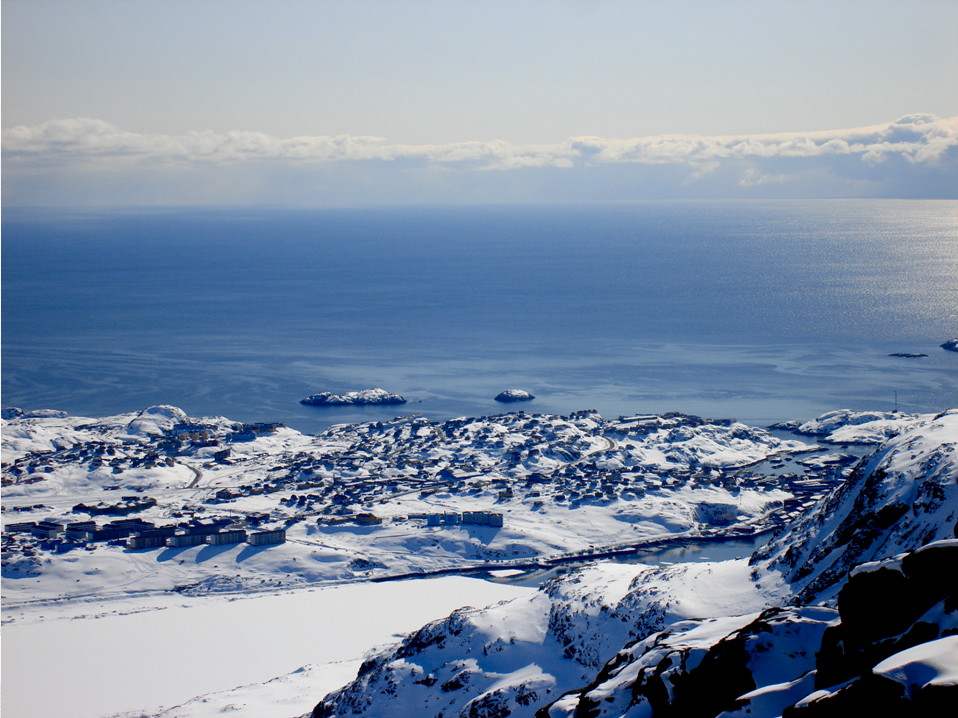
الجليد في شهر مايو 2009
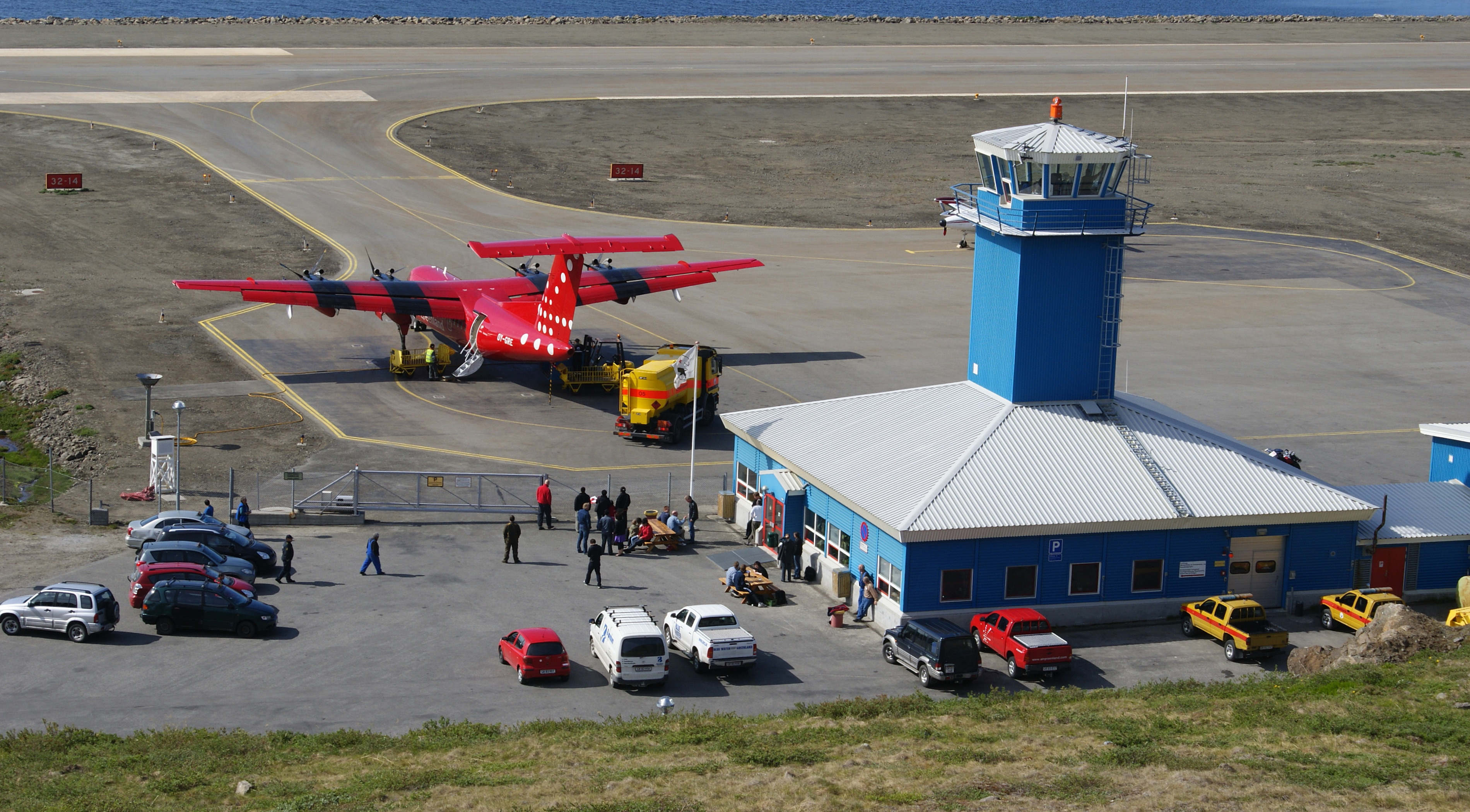
مطار سيسيميوت